# Wojna domowa w Mali (2012–2014)
Wojna domowa w Mali (2012–2014) – seria konfliktów zbrojnych między armią malijską a rebeliantami tuareskimi z Narodowego Ruchu Wyzwolenia Azawadu (MNLA), a następnie MNLA z ich dawnymi sojusznikami z islamistycznych ugrupowań ekstremistycznych. Po pokonaniu MNLA przez islamistów do ofensywy przystąpiła ponownie armia malijska. Rebelia Tuaregów została rozpoczęta 17 stycznia 2012 atakiem rebeliantów na wojsko narodowe, co oznaczało złamanie rozejmu z 2009.
W wyniku operacji Tuaregów od stycznia do marca 2012, władze centralne utraciły kontrolę nad kilkoma miastami, a rebelianci zdobyli kontrolę nad większością terenu Azawadu. Niezadowolone z sytuacji wojsko zbuntowało się i 22 marca 2012 odsunęło od władzy prezydenta Amadou Toumani Touré. Zamach stanu spowodował nałożenie na Mali sankcji przez społeczność międzynarodową. Sytuację polityczną wykorzystali Tuaregowie, którzy zainicjowali nową ofensywę wobec bezradnego wojska.
W dniach 30 marca – 1 kwietnia 2012 zajęli kolejno najważniejsze miasta północnego Mali: Kidal, Gao, Timbuktu. Rebelianci ogłosili swoje zwycięstwo i zadeklarowali zakończenie operacji wojskowych 5 kwietnia 2012. 6 kwietnia 2012 Azawad proklamował niepodległość.
Pod koniec czerwca 2012 w Azawadzie doszło do wojny, w wyniku której islamscy radykałowie pokonali Tuaregów i wypędzili ich z głównych miast. W krótkim czasie Al-Ka’ida Islamskiego Maghrebu, Ruch na rzecz Jedności i Dżihadu w Afryce Zachodniej i Ansar ad-Din przejęły kontrolę nad całym Azawadem, zaprowadzając tam własne porządki i prawo opierające się na szariacie. Wobec groźby ataków terrorystycznych w Afryce i Europie przygotowywanych przez fundamentalistów z Azawadu, opracowano przy malijskim poparciu plan odbicia tego obszaru przez kraje stowarzyszone w ECOWAS. Plan operacji został ostatecznie zatwierdzony 20 grudnia 2012 przez Radę Bezpieczeństwa ONZ. Dzień później islamiści i MNLA ogłosiły zakończenie walk.
10 stycznia 2013 wojsko malijskie rozpoczęło akcje zaczepne na obrzeżach terenów zajętych przez islamistów. Rebelianci zajęli wówczas miasto Konna i po apelu prezydenta Dioncounda Traore, 11 stycznia 2013 siły francuskie rozpoczęły bombardowania pozycji dżihadystów w ramach operacji Serwal. W pierwszym tygodniu operacji francuskie siły powietrzne bombardowały nacierających na południe Mali bojowników, by powstrzymać ich postępy (14 stycznia 2013 zajęli Diabaly, lecz cztery dni później Francuzi je odbili). Dokonywano również nalotów na twierdze rebeliantów w północnym Mali, doprowadzając do ucieczki dużych grup partyzanckich z miast, co ułatwiło w następnej fazie operacji siłom lądowym przechwytywanie kolejnych bastionów.
17 stycznia 2013 siły francuskie rozpoczęły ofensywę naziemną. Już w pierwszym dniu odbiło miasto Konna. Do 21 stycznia 2013 przełamanie rebeliantów na linii miast Diabaly – Konna – Douentza, dzięki czemu powstałą możliwość wejścia na ziemie dawnego Azawadu. Do Mali wprowadzano pierwsze oddziały międzynarodowych wojsk pod egidą ECOWAS. W dniach 16–19 stycznia 2013 miał miejsce odwetowy atak terrorystów z ugrupowania Zamaskowana Brygada na pola gazowe In Amnas w Algierii, gdzie uprowadzono setki osób w tym 132 cudzoziemców. Według terrorystów był to odwet za francuskie bombardowania w Mali. Po czterech dniach i szturmie algierskich jednostek specjalnych uwolniono zakładników, jednak 39 z nich poniosło śmierć.
Po 21 stycznia 2013 wojska francuskie rozpoczęły marsz ku największym miastom północnego Mali. 25 stycznia 2013 siły malijsko-francuskie wkroczyły do Hombori, dzień później zajęto bombardowane Gao. 28 stycznia 2013 siły francuskie wkroczyły do Timbuktu, gdzie nie napotkano większego oporu. W akcji zajmowania tamtejszego lotniska udział wzięli paralotniarze z Legii Cudzoziemskiej. 30 stycznia 2013 odbito ostatnie duże miasto zajmowane wcześniej przez rebeliantów – Kidal.
Po spacyfikowaniu terenu samozwańczego Azawadu, w lutym 2013 fundamentaliści islamscy przegrupowali siły i rozpoczęli kampanię partyzancką. Był to początek ataków rebeliantów na konwoje wojsk francuskich oraz miasta odbite przez armie sprzymierzonych. Zdecydowana przewaga podmiotów interweniujących (Francja i wojska wchodzące w skład afrykańskiej misji AFISMA) nad dżihadystami nie pozwoliła im zdobycia przewagi terytorialnej, jednak powodowało przeciąganie się misji oraz powiększało straty aliantów. Tymczasem siły francuskie wspierane przez wojsko czadyjskie i malijskie przerzucano na pustynny płaskowyż w północnych sektorach Mali, gdzie swoje bazy miała Al-Ka’ida Islamskiego Maghrebu i jej satelickie ugrupowania.
W połowie kwietnia 2013 terytorium byłego Azawadu zostało spacyfikowane, a dżihadyści zagrozili atakami odwetowymi. Miasta znalazły się pod kontrolą wojsk malijskich. W niektórych stacjonowały wojska francuskie (Gao, Kidal, Tessalit, Timbuktu), czadyjskie (Gao, Kidal, Menaka), nigerskie (Gao, Gossi, Ansongo i Menaka) oraz tuareskie (Aguelhok, Anefis, Kidal, In Khalil, Tessalit, Tinzaouaten). Podczas gdy siły francuskie rozpoczęły wycofywać się z Mali, ogłoszono, iż 28 lipca 2013 odbędą się wybory generalne, które wyłonią parlament i prezydenta kraju i zastąpią pełniącego obowiązki głowy państwa Dioncoundę Traoré, który tymczasowo piastował władzę po oddaniu rządów w ręce cywilne przez lidera junty wojskowej Amadou Sanogo.
W czerwcu 2013 w stolicy Burkinie Faso prowadzono rokowania między rządem w Bamako i Tuaregami, które zakończyły się podpisaniem porozumienia pokojowego dnia 18 czerwca 2013. Równocześnie przygotowywano się do wprowadzenia misji stabilizacyjnej ONZ według rezolucji z 25 kwietnia 2013. Zgodnie z ustaleniami wraz z dniem 1 lipca 2013, żołnierze z państw Afryki Zachodniej przeszło pod dowództwo ONZ. Tym samym wojska Organizacji Narodów Zjednoczonych MINUSMA przejęły misję z rąk AFISMA.
Na przełomie lipca i sierpnia 2013 odbyły się wybory prezydenckie. Pierwszą turę przeprowadzoną zgodnie z planem 28 lipca 2013 wygrał były premier Ibrahim Boubacar Keïta, który uzyskał 39,23%. Do drugiej tury wszedł również były minister finansów Soumaïla Cissé (19,44%). Frekwencja wyborcza wyniosła 51,54%. Druga tura mimo ulew odbyła się 11 sierpnia 2013. Zdecydowane zwycięstwo odniósł Keïta uzyskując 77,61%. Frekwencja w drugiej turze wyniosła 45,78%. Cissé uznał swoją przegraną, z kolei Keïta został zaprzysiężony na stanowisku prezydenta 4 września 2013.
Mimo iż francuski prezydent François Hollande ogłosił 19 września 2013 zwycięstwo w wojnie z terroryzmem, konflikt nie dobiegł końca. Dżihadyści prowadzili w dalszym ciągu działania partyzanckie, które doprowadziły 2 listopada 2013 do mordu na dwóch francuskich dziennikarzach pod Kidalem. W wyniku tego siły francuskie podjęły kolejne działania prewencyjne wobec zagrożenia wynikającego ze strony terrorystów. Na domiar złego, 29 listopada 2013 tuarescy separatyści ogłosili zakończenie zawieszenia broni, trwającego od czerwcowego porozumienia z Wagadugu.
Przyczyną wznowienia wojny były oskarżenia rebeliantów o łamanie ustaleń z Wagadugu przez malijski rząd. W związku z tym MNLA, HCUA i MAA atakowały malijskie siły bezpieczeństwa. Punktem kulminacyjnym był szturm na Kidal z 17 maja 2014, w czasie kiedy w mieście z wizytą przebywał premier Moussa Mara. Rebelianci zajęli budynek gubernatora, który bezskutecznie próbowało odbić malijskie wojsko pobite przez separatystów. W roli mediatora do Kidalu przybył prezydent Mauretanii Muhammad uld Abd al-Aziz, który 22 maja 2014 wynegocjował między skonfliktowanymi stronami pięciopunktowe zawieszenie broni.

## Tło
W przeszłości Tuaregowie wielokrotnie występowali zbrojnie przeciwko władzom. Pierwsze walki wybuchły jeszcze za administracji francuskiej w latach 1916–1917. Przyczyną tamtejszych wystąpień były fatalne warunki życia Tuaregów. Dekolonizacja nie przyniosła poprawy warunków życia nomadów. Nomadowie żyjący w Mali i Nigrze żyli w ubóstwie i byli dyskryminowani przez kolejne rządy, nie byli dopuszczani do władzy.
Niezadowolenie z fatalnej sytuacji ekonomicznej i społecznej doprowadziły do wybuchu w latach 1990–1995 rebelii malijskich i nigerskich Tuaregów. Podpisane porozumienia pokojowe przyniosły ponad dziesięć lat względnego spokoju. Kiedy rząd malijski obiecał zwiększyć inwestycje w zamieszkiwanym przez nich regionie kraju, Tuaregowie w lipcu 2006 zrezygnowali z roszczeń o autonomię dla Azawadu.
Jednak brak stabilizacji wśród nigerskich Tuaregów, spowodował, iż także malijscy nomadowie pod koniec 2007 rozpoczęli na niespotykaną dotąd skalę ataki na siły wojskowe. W lipcu 2008 większość grup rebelianckich podpisało zawieszenie broni, a konflikt został zażegnany w maju 2009 po wcześniejszej ofensywie armii.
Malijscy Tuaregowie byli zaciągani jako najemnicy w służbie Maummara al-Kaddafiego podczas wojny domowej w Libii w 2011. W związku z obaleniem libijskiego dyktatora przez tamtejszych powstańców, uzbrojeni i zmobilizowani Tuaregowie powrócili na pustynne tereny Azawadu. W październiku 2011 powołali ugrupowanie Narodowego Ruchu Wyzwolenia Azawadu (MNLA) i w styczniu 2012 podjęli kolejną walkę o niepodległość tego regionu. Tuaregowie zostali oskarżeni przez malijski rząd o współpracę z Al-Ka’idą. W czasie trwania rebelii u boku MNLA walczyło ugrupowanie Ansar ad-Din (Obrońcy Wiary), mające powiązania z Al-Ka’idą Islamskiego Magrebu (AQIM) oraz fundamentaliści islamscy z Zamaskowanej Brygady i Ruchu na rzecz Jedności i Dżihadu w Afryce Zachodniej (MUJAO), którzy wydzielili się z AQIM. Ugrupowanie te były wspierane przez nigeryjskie Boko Haram, Front Obrony Muzułmanów w Czarnej Afryce oraz Ansar asz-Szari’a. Ekstremiści domagali się wprowadzenia prawa szariatu.

## Powstanie Tuaregów

Powstanie Tuaregów w Azawadzie w 2012

### Działania MNLA (styczeń-marzec 2012)
Pierwsze ataki rebeliantów miały miejsce 17 stycznia 2012 na miasta Ménaka, Aguelhoc oraz Tessalit. Malijski rząd poinformował dzień później, że sytuacja jest opanowana i że posiada kontrolę nad wymienionymi miastami. W walkach tych poległo co najmniej 47 rebeliantów oraz dwóch żołnierzy. 20 stycznia 2012 padł garnizon In Emsal nieopodal miasta Aguelhoc, które zostało ponownie zdobyte przez rebeliantów 24 stycznia 2012. Po zajęciu miasta, rebelianci przeprowadzili egzekucję 97 żołnierzy. 26 stycznia 2012 po walkach z wojskiem rządowym, rebelianci zdobyli kontrolę nad miastami Anderamboukane i Léré. 31 stycznia 2012 Tuaregowie podjęli nieudany atak na Niafunké. Natomiast 1 lutego po powtórnym szturmie bojownicy MNLA zdobyli Ménakę.
2 lutego 2012 w stolicy Bamako doszło do protestów ludności niezadowolonej z wybuchu rebelii w kraju. Po protestach w Bamako, minister spraw wewnętrznych zastąpił ministra obrony. Prezydent kraju Amadou Toumani Touré zaapelował o spokój. 4 lutego 2012 rebelianci zaatakowali miasto Kidal. Podczas walk użyto ciężkiej broni. W wyniku walk, 3500 cywilów opuściło miasto, uciekając do Mauretanii. Wcześniej około 10 tysięcy cywili uciekło do obozów dla uchodźców w Nigrze po walkach w Ménace i Anderamboucane. 20 Tuaregów zginęło podczas ataku sił powietrznych pod Kidalem.
8 lutego 2012 rebelianci MNLA zdobyli leżące w pobliżu granicy z Algierią miasto Tinzawatene. Stacjonujący tam żołnierze uciekli do Algierii. Buntownicy zdobyli w mieście broń i pojazdy wojskowe znajdujące się w obozach wojskowych. Podczas walk o miasto zginął jeden żołnierz i jeden Tuareg. Do tego momentu konfliktu zginęło co najmniej 40 żołnierzy oraz 65 rebeliantów. Z kraju uciekły 22 tysiące cywilów (10 000 do Nigru, 9000 do Mauretanii, 3000 do Burkina Faso). 11 lutego 2012 Tuaregowie zajęli miasto Tinsalane koło Kidalu. Walki kosztowały życie 17 żołnierzy.
22 lutego 2012 w bombardowaniu rebelianckich pozycji z powietrza, pociski trafiły w obóz dla uchodźców. W ataku zginęła dziewczynka i dziesięć kobiet. 24 lutego 2012 doszło do nierozstrzygniętej potyczki pod Goumakourą, w której zginęło czterech rebeliantów i jeden żołnierz. Dzień później partyzanci zajęli Tessit oraz Fatélé.
4 marca 2012 wybuchły kolejne walki, tym razem o miasto Tessalit. Następnego dnia potyczki malijscy żołnierze, zostali zmuszeni do wycofania się z pozycji, jednak nadal byli w stanie kontrolować miasto. Podczas walk amerykańskie lotnictwo organizowało zrzuty aprowizacyjne dla malijskich żołnierzy. Kolejny szturm rebeliantów na Tessalit miał miejsce 11 marca 2012. W bitwie udział wzięło 600 rebeliantów. Tuaregowie zajęli miasto. Żołnierze w nim stacjonujący zmuszeni zostali do ucieczki w kierunku granicy z Algierią. Kilku z żołnierzy wzięto do niewoli. Rebelianci kontynuowali ofensywę i 14 marca 2012 weszli bez walk do miast Diré i Goundam pod Timbuktu. Dzień później milicja prorządowa Ganda Iso postawiła opór w mieście Soudere i Tin-Hama, dzięki temu Tuaregowie nie byli w stanie go zająć.
W czasie kampanii Tuaregów i rebeliantów z ugrupowania Ansar ad-Din, 18 marca 2012 Al-Ka’ida Islamskiego Maghrebu na swoim 33. spotkaniu przyjęła taktykę działań wobec sytuacji w Mali. Ze sprawozdania z tego spotkania (odnalezionego w Timbuktu po francuskiej ofensywie) jasno wynikało, iż islamiści chcieli przystąpić do walk z Tuaregami, by następnie sobie ich podporządkować i przejąć kontrolę nad ich działaniami. Była to klasyczna taktyka Al-Kaidy znana z Afganistanu, kiedy to terroryści działali za pomocą innych miejscowych ekstremistów.
Tymczasem sytuacja dla władz Mali przedstawiała się niekorzystnie. Tuaregowie de facto kontrolowali większość północy kraju. Działania wojska narodowego nie przynosiły zamierzanych skutków. Rząd wynajął ukraińskich najemników do pilotowania trzech helikopterów. Jeden był uziemiony przez awarię, natomiast dwa pozostałe patrolowały południowe obszary kraju. Żołnierze prosili o lepsze uzbrojenie, które było niezbędne do walki z rebeliantami. Ponadto wojsko było niezadowolone z działalności władz, w wyniku czego sytuacja była bardzo niestabilna.

### Bunt wojsk i zamach stanu (marzec 2012)
Zamach stanu w Mali rozpoczął się w godzinach popołudniowych 21 marca 2012 i początkowo przybrał formę buntu wojskowego. Do pierwszych wystąpień doszło w mieście Kati, położonym 20 km na północ od stolicy kraju, Bamako. Katalizatorem wydarzeń była wizyta ministra obrony, generała Sadio Gassamy w miejscowych koszarach wojskowych, do których przybył w ramach objazdu jednostek walczących na północy Mali z rebelią Tuaregów.
Z kolei w stolicy Mali Bamako do buntu wojska i szturmu na pałac prezydencki doszło wieczorem 21 marca 2012. Przyczyną ataku według buntowników pod wodzą kapitana Amadou Sanogo były niedostateczne wysiłki na rzecz stłumienia rebelii Tuaregów. Tuż przed atakiem doszło do rozmów w koszarach ministra obrony z wojskowymi, jednak nie przyniosły one skutków. Zbuntowani żołnierze przez kilka godzin walczyli z elitarną strażą prezydencką „Czerwonych Beretów”. Buntownicy zajęli pałac prezydencki, a w czasie starcia dwóch żołnierzy zostało rannych. Żołnierze aresztowali współpracowników prezydenta Amadou Toumani Touré, w tym ministrów spraw zagranicznych oraz ds. administracji terytorialnej, Soumeylou Boubeye Maiga i gen. Kafougouna Kone. Doszło do 10-minutowej potyczki o siedzibę państwowej telewizji, zakończonej zajęciem jej przez buntowników. Transmitowany program został przerwany, a następnie pojawiła się ludowa muzyka i komunikat wojskowy o bieżącej sytuacji. Do buntu doszło także w garnizonie w Gao, gdzie rekruci zaczęli strzelać w powietrze i wzięli za zakładników przełożonych.
Rano 22 marca 2012 w państwowej telewizji wyświetlano nagranie, w którym rzecznik buntowników kapitan Amadou Konare ogłosił powstanie Narodowego Komitetu na rzecz Przywrócenia Demokracji i Państwa (CNRDR), zawieszenie konstytucji, rozwiązanie instytucji państwowych i wprowadzenie godziny policyjnej na czas nieokreślony. Poinformował o buncie, zajęciu pałacu prezydenckiego, siedziby telewizji i radia oraz o końcu rządów prezydenta Touré. Lojaliści obalonego prezydenta, poinformowali, iż znajdował się w bezpiecznym miejscu, jednak miejsce jego pobytu nie było znane. Rebelianci tuarescy z MNLA zapowiedzieli kontynuowanie walk na północy kraju oraz wykorzystanie niestabilności do rozpoczęcia nowych działań zbrojnych celem zdobycia kontroli nad kolejnymi miastami.

### Nowa ofensywa Tuaregów i wspierających ich islamistów (marzec-kwiecień 2012)

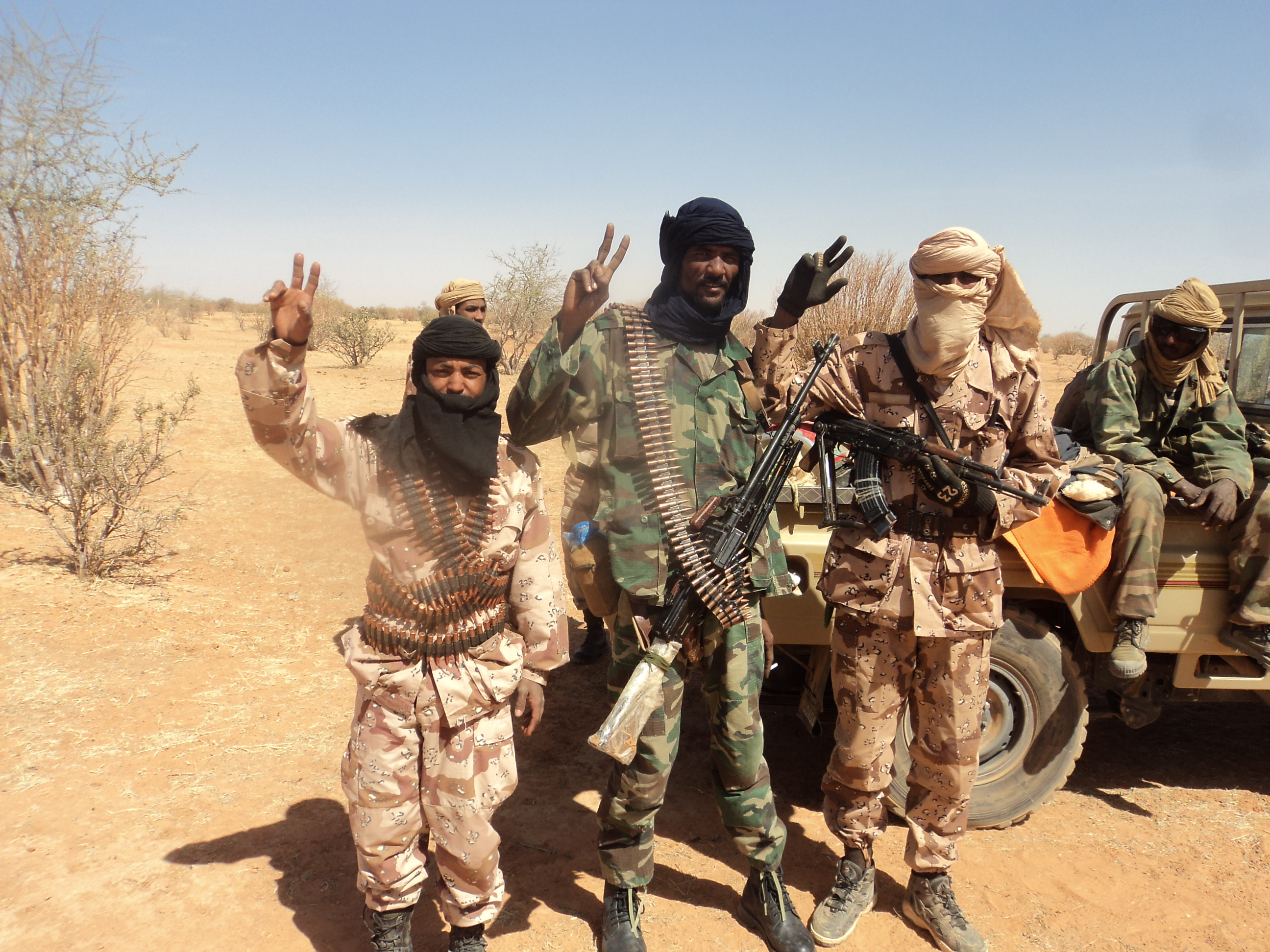
Uzbrojeni Tuaregowie na polu walki

Po wojskowym puczu armia malijska była w rozsypce. Żołnierze opuścili stanowiska w kilku miastach. Na wieść o zamachu bojownicy MNLA zapowiedzieli kontynuowanie walk oraz wykorzystanie niestabilności do rozpoczęcia nowych działań zbrojnych w celu zdobycia kontroli nad kolejnymi miastami. Po zamachu stanu, pierwszym miastem przejętym przez Tuaregów był Anefis, co stało się 23 marca 2012. 25 marca 2012 rebelianci Ansar ad-Din odcięli drogi do kontrolowanych miast na północy kraju. Domagali się dodatkowo wprowadzenia prawa szariatu w północnym Mali. Tego samego dnia bojownicy MNLA i Ansar ad-Din przystąpili do oblężenia miasta Kidal. To strategiczne miasto i stolica regionu zostało zajęte po walkach 30 marca. Bojownicy zdobyli także miasta Ansongo i Bourem.
W odpowiedzi na ofensywę Tuaregów, Amadou Sanogo poprosił arenę międzynarodową o wsparcie w zwalczaniu rebelii nomadów. Tymczasem Wspólnota Gospodarcza Państw Afryki Zachodniej zagroziła juncie malijskiej sankcjami dyplomatycznymi i ekonomicznymi, jeśli nie oddadzą władzy obalonemu prezydentowi. Kapitan Sanogo ogłosił 27 marca 2012 nową konstytucję kraju. Część z 69 artykułów powielała przepisy zawieszonej ustawy zasadniczej. W myśl nowych przepisów, szefem państwa pozostawał przewodniczący Narodowego Komitetu na rzecz Przywrócenia Demokracji i Państwa (CNRDR), Amadou Sanogo, do którego należało prawo mianowana szefa i członków rządu. W skład CNRDR miało wchodzić 41 członków, w tym 26 wojskowych i 15 cywilnych. Komitet miał pełnić władzę do czasu organizacji wyborów prezydenckich i parlamentarnych. Zniesiono godzinę policyjną i otwarto granice państwa.

Flaga używana przez rebeliantów MNLA

31 marca 2012 doszło do potyczki pod Gao. W wyniku walk rebelianci MNLA, Ansar ad-Din i MUJAO zajęli bazę wojskową, a następnie weszli do miasta, wywieszając tam swoją flagę. Armia malijska w walkach użyła lotnictwa. 1 kwietnia 2012 Tuaregowie zajęli historyczne miasto Timbuktu. Nim do tego doszło, rebelianci stoczyli zacięty bój z armią, po którym żołnierze oddali broń. Rebelianci ostrzelali także wojskowe bazy, gdzie schronienia szukali pokonani. Nomadowie celebrowali swoje zwycięstwo i wywiesili flagi w zdobytym mieście. Z powodu walk uciekło 200 tysięcy cywilów.
W związku z działaniami tuareskich rebeliantów, ECOWAS postawiła w stan gotowości 2 tysiące żołnierzy sił szybkiego reagowania. Siły te mogłyby zostać użyte do walki z tuareskimi rebeliantami w przypadku przywrócenia w Mali porządku konstytucyjnego. Tymczasem 2 kwietnia 2012 minęło ultimatum ECOWAS. Dzień wcześniej Sanogo zadeklarował przywrócenie konstytucji z 1992, jednak działania te uznano za niewystarczające i na szczycie w Dakarze 2 kwietnia 2012 wprowadzono sankcje dyplomatyczne, gospodarcze i finansowe.
Rzecznik MLNA Mossa Ag Attaher, ogłosił zwycięstwo i zakończenie ofensywy zbrojnej oraz skupienie się na wysiłkach na rzecz utrwalenia i konsolidacji władzy na zdobytych terytoriach. Jednocześnie członkowie grupy Ansar ad-Din, według relacji mieszkańców, rozpoczęli działania mające na celu wprowadzenie prawa islamskiego na opanowanym obszarze, m.in. zakazując określonych zachowań życia codziennego, jak sprzedaż alkoholu, słuchanie muzyki, czy noszenie „zachodniego” ubioru.
2 kwietnia 2012 MNLA zamknęło drogi do miasta Douentza na południu Mali. Groźbę ofensywy na południe kraju i ataku na stolicę oddalił komunikat Tuaregów, iż 5 kwietnia zadecydowano zakończyć wszystkie operacje wojskowe. 3 kwietnia 2012 grupy zbrojne zrabowały żywność z magazynów Światowego Programu Żywnościowego w Kidal, Gao i Timbuktu. Ograbione zostały także magazyny innych organizacji pomocowych oraz szpitale, hotele, urzędy, biura i kościoły. Ansar ad-Din splądrowali bary, gdzie podawano alkohol, w rozgłośniach radiowych zakazano puszczania zachodniej muzyki.

## Skutki powstania Tuaregów

### Proklamacja niepodległości Azawadu (kwiecień 2012)

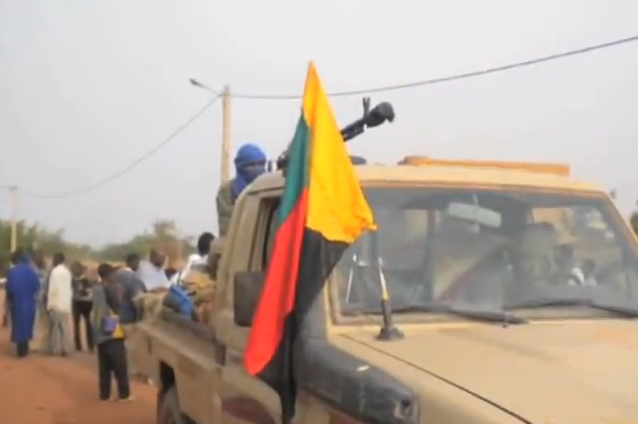
Tuarescy rebelianci w Azawadzie

5 kwietnia 2012 w Gao uprowadzono konsula i sześciu algierskich dyplomatów. Rzecznik Tuaregów Mossa Ag Attaher potępił porwanie i poinformował, że stali za nim islamiści z Ansar ad-Din, próbujący sabotować działania Tuaregów. Zakładnicy zostali zwolnieni 8 kwietnia. W toku walk rebelianci pojmali 400 żołnierzy malijskich. Po zakończeniu rebelii, MNLA poinformowała, że ani rząd w Bamako, ani organizacje humanitarne nie zainteresowały się ich losem.
6 kwietnia 2012 rzecznik MNLA Mussa Ag Attaher ogłosił niepodległość Azawadu. Zadeklarowano zachowanie granic z Burkina Faso, Mauretanią, Algierią i Nigrem. W oświadczeniu przywołano ponadto okres marginalizacji Tuaregów przez malijskie władze, wyrażono przywiązanie do trwałego pokoju, utworzenia instytucji państwa opartych na demokratycznej konstytucji, a także zobowiązanie do przestrzegania zasad Karty Narodów Zjednoczonych. Ruch niepodległościowy wezwał całą społeczność międzynarodową do uznania nowo tworzonego państwa. Ansar ad-Din zakwestionowało deklarację niepodległości. Także Unia Afrykańska, Unia Europejska nie uznały niepodległości Azawadu. Przewodniczący Komisji Unii Afrykańskiej Jean Ping stwierdził, iż deklaracja MNLA nie miała żadnej wagi. Przedstawiciel dyplomacji UE Catherine Ashton podkreśliła przywiązanie organizacji do integralności terytorialnej Mali od początku wybuchu kryzysu. Wezwała do rozwiązania sytuacji na drodze politycznego dialogu i wyraziła poparcie dla działań ECOWAS w tym zakresie. Sama ECOWAS poinformowała natomiast o gotowości do podjęcia wszelkich środków, w tym użycia siły zbrojnej, do zagwarantowania integralności terytorialnej Mali.
W wyniku I fazy wojny domowej, od stycznia do kwietnia 2012, 270 tysięcy ludzi musiało opuścić swoje miejsca zamieszkania. Mauretania przyjęła ponad 56 tysięcy uchodźców, Burkina Faso – ponad 46 tysięcy, Algieria – ok. 30 tysięcy, a Niger – ponad 29 tysięcy. 107 tysięcy Malijczyków pozostało w kraju, ale musiało porzucić domostwa. Wystąpiły ponadto problemy z dostarczaniem pomocy humanitarnej ze względu na opanowanie Azawadu przez rebeliantów. Pustynne regiony zmagały się z kryzysem żywnościowym.
8 kwietnia 2012 w Timbuktu powołano Narodowy Front Wyzwolenia Azawadu (FNLA), przemianowany następnie na Arabski Ruch Azawadu (MAA). Była to formacja w skład której wchodziło 500 bojowników. Ugrupowanie kierowane przez dezertera z armii malijskiej Husajna Choulama nie opowiadało się za MNLA, ani za Ansar ad-Din. FNLA była arabską milicją dążącą, według własnych deklaracji, do pokoju i obrony cywilów arabskich przed nacierającymi Tuaregami. MAA nie akceptowała niezależności Azawadu ani narzuconego następnie przez islamistów prawa szariatu.

### Zmiany na malijskiej scenie politycznej (kwiecień 2012)
26 kwietnia 2012 ECOWAS poinformował, iż uformowano liczący 3 tysiące żołnierzy kontyngent wojsk regionalnych, który miał wesprzeć tymczasowy rząd malijski, który powołano, gdy w dniu proklamacji niepodległości Azawadu, Amadou Sanogo podpisał porozumienie o przekazaniu władzy w ręce cywilnego rządu. Do tego kroku Sanogo został zmuszony przez restrykcje nakładane przez ESOWAS. Tymczasowym prezydentem został przewodniczący Zgromadzenia Narodowego Dioncounda Traoré, zaprzysiężony 12 kwietnia 2012. Wcześniej, bo 8 kwietnia 2012, obalony prezydent Amadou Toumani Touré, oficjalnie podał się do dymisji. 17 kwietnia 2012 premierem rządu tymczasowego został mianowany Cheick Modibo Diarra.
21 maja 2012 w wyniku ataku demonstrantów na pałac prezydencki w Bamako, Dioncounda został pobity do nieprzytomności i z urazami głowy trafił do szpitala. Trzech atakujących zostało zabitych przez jego ochronę.
Po utraceniu kontroli przez rząd w Bamako nad miastami Azawadu, dochodziło tam do dewastacji obiektów wpisanych na listę światowego dziedzictwa UNESCO. W maju 2012 islamiści zniszczyli w Timbuktu historyczne grobowce. Fundamentaliści spalili także świątynie nie należące do wyznawców islamu.

## Wojna domowa w Azawadzie

### Rozbieżne interesy MNLA i islamistów (maj 2012)
Po deklaracji niepodległości, wybuchł spór pomiędzy MNLA i islamskimi radykałami. Ansar ad-Din twierdziło, że ich celem jest dżihad, a nie niepodległość. Mimo iż siły MNLA były liczniejsze od Ansar ad-Din, to w miastach Timbuktu i Gao powiewały czarne flagi dżihadystów. Radykałowie wprowadzali prawo szariatu, a także burzyli świątynie chrześcijańskie. Ponadto pojawiła się groźba, iż niestabilny Azawad stanie się bazą islamskich fundamentalistów. Widziano tam bowiem bojowników nigeryjskiego ugrupowania Boko Haram oraz przywódcę afrykańskiej filii Al-Kaidy Hamadę Oulda Muhammada Kheirou, z kolei w Timbuktu lidera Al-Kaidy Islamskiego Maghrebu – Muchtara Bilmochtara.
Rebelianci z MNLA zadeklarowali, że jeśli arena międzynarodowa uzna niepodległość Azawadu, to pierwsi ruszą na wojnę z islamistami. Niestabilnością regionu zaniepokojone były państwa członkowskie ECOWAS. Rozważały zorganizowanie i wysłanie 2–3-tysięcznej armii interwencyjnej, która rozbiłaby tuareską rebelię i zaprowadził porządek w kraju. Za taką opcją postulował Niger, który w przeszłości zmagał się z tuareskimi partyzantami. Według tego kraju, rebeliantów należało pokonać militarnie, by następnie przystąpić do rokowań. Przeciwko siłowemu rozwiązaniu była Algieria, gdyż obawiała się wybuchu powstania nomadów na swoim terytorium.
Według komentatorów wysłanie podmiotu interweniującego nie dawałoby zamierzanego sukcesu. Obszary Azawadu to w głównej mierze pustynia, tereny trudne taktycznie do prowadzenia operacji wojskowych. Na takiej arenie konfliktu, wojska zachodnioafrykańskie mogłyby sobie nie poradzić z tuareskimi partyzantami i ewentualnie z islamistami. W przeszłości, mające ogromne problemy w rozeznaniu bojowym i taktyce wojennej wojsko malijskie, przeciwko rebeliantom wysyłało milicje plemienne, które stosowały taktykę spalonej ziemi. Wobec tego władze w Bamako odradzały interwencji na terenie Azawadu. Poprosiły z kolei o dostarczenie niezbędnego sprzętu, koniecznego do prowadzenia działań wojennych.
26 maja 2012 ugrupowania MNLA i Ansar ad-Din w komunikacie poinformowały o wspólnym porozumieniu. Uzgodniono, iż na terenie Azawadu wprowadzony zostanie prawo szariatu. Oba ugrupowanie działały dotąd niezależnie, opanowując całą północną część kraju. MNLA promowało świecką ideę państwa, w przeciwieństwie do islamistów. Po proklamacji niepodległości Tuaregowie nawet zapowiadali wszczęcie walki z radykałami. Jednak niespodziewanie zmienili swoje postulaty, sprzymierzając się z islamistami. Potwierdziło to niepokoje, iż Azawad mógł stać się główną bazą terrorystów w Afryce.

### Wybuch walk o kontrolę nad Azawadem (czerwiec-lipiec 2012)

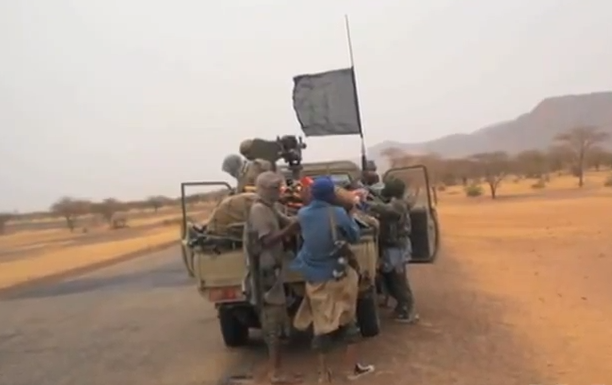
Islamiści w Azawadzie

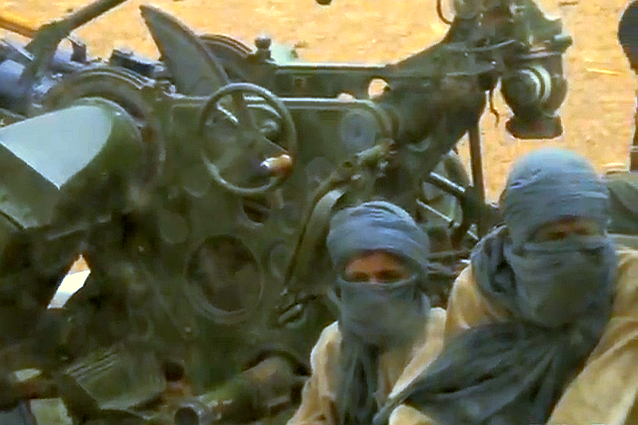
Fundamentaliści islamscy po zajęciu Azawadu

Jednak majowe porozumienie nie weszło w życie, a pomiędzy oboma ugrupowaniami wybuchły walki. Pierwsze starcia miały miejsce 13 czerwca 2012 pod Timbuktu. Nasilenie walk nastąpiło w miesiąc od zawarcia porozumienia, czyli 26 czerwca 2012, kiedy to w walkach ranny został sekretarz generalny MNLA, natomiast 27 czerwca 2012 Ansar ad-Din wraz z Al-Ka’idą Islamskiego Maghrebu (AQIM) pod dowództwem Muchtara Bilmuchtara zajęły Gao, dotychczasową siedzibę władz Azawadu i wypędziły z niego MNLA. W kolejnych dniach zajęły pozostałe miasta północnego Mali, włącznie z Timbuktu i Kidal. 28 czerwca 2012 radykałowie zburzyli w Timbuktu co najmniej dwa mauzolea sufickich świętych uznane przez UNESCO za pomniki Światowego Dziedzictwa Kultury. Ponadto grozili zburzeniem wszystkich 16 grobowców. Biorąc przykład z afgańskich talibów, ekstremiści uważali, iż oddawanie czci grobowcom było grzechem. Celem wszystkich organizacji fundamentalistów islamskich było wprowadzenie islamskiego, w wersji skrajnie teologicznej, ze skrajnym prawem szariatu na terenie danego państwa. Z tego powodu drony USA pod koniec czerwca 2012 po raz pierwszy zbombardowały konwoje Al-Kaidy, z racji obaw przed powstaniami tuareskimi na ich fragmentach pustyni. W nalocie zginęło 8 terrorystów. Ostatnie miasto zajmowane przez Narodowy Ruch Wyzwolenia Azawadu – Ansogo, zostało zdobyte przez Ansar ad-Din 12 lipca 2012.
1 września 2012 Ruch na rzecz Jedności i Dżihadu w Afryce Zachodniej przejął kontrolę nad miastem Douentza, które leży u południowych bram Azawadu. Miasto to było w czasie powstania kontrolowane przez songhajską milicję „Ganda Iso” lojalną rządowi w Bamako. MUJAO wcześniej podpisała porozumienie z milicją, jednak, kiedy zaczęli działać niezależnie, islamiści otoczyli miasto. Wówczas Malijczycy poddali się bez walki i zostali rozbrojeni, a do miasta weszli islamiści, zaprowadzając tam własne porządki. Komentatorzy zwrócili uwagę, że islamiści po opanowaniu Azawadu, parli na południe kraju, co zagrażało opanowani przez nich pozostałych regionów kraju. 16 listopada 2012 doszło do wygranej przez MNLA potyczki pod Tagarangabotte, jednak już 19 listopada 2012 MUJAO i Al-Ka’ida Islamskiego Maghrebu przejęły z rąk MNLA miasto Ménaka na południowym wschodzie Azawadu.

### Przygotowania do operacji reagowania kryzysowego w północnym Mali (lipiec-grudzień 2012)
W związku z zaistniałą sytuacją, powróciła sprawa zagranicznej interwencji pod egidą ECOWAS. Francja ogłosiła gotowość udzielenia logistycznego wsparcia podmiotowi interweniującemu. Za interwencją opowiedział się francuski prezydent François Hollande. ECOWAS czekała, by jej wojskom mandatu udzieliła ONZ (RB ONZ trzykrotnie odmawiała mandatu dla misji wojskowej ECOWAS) i dała czas do końca lipca 2012 malijskim politykom na utworzenie reprezentatywnego rządu, który wystąpi do organizacji o zbrojną interwencję. Przeciwni interwencji był kapitan Amadou Sanogo i premier Cheick Modibo Diarra oraz większość malijskiego społeczeństwa.
Na początku września 2012 prezydent Traore zwrócił się z oficjalną prośbą do ECOWAS o atak, który spacyfikuje północną część kraju, zajętą przez islamistów. Informację tę potwierdził prezydent Wybrzeża Kości Słoniowej Alassane Ouattara, pełniący obowiązki przewodniczącego ECOWAS. Dioncounda Traore poprosił o przysłanie policji, lotnictwa, a także pięciu batalionów piechoty.

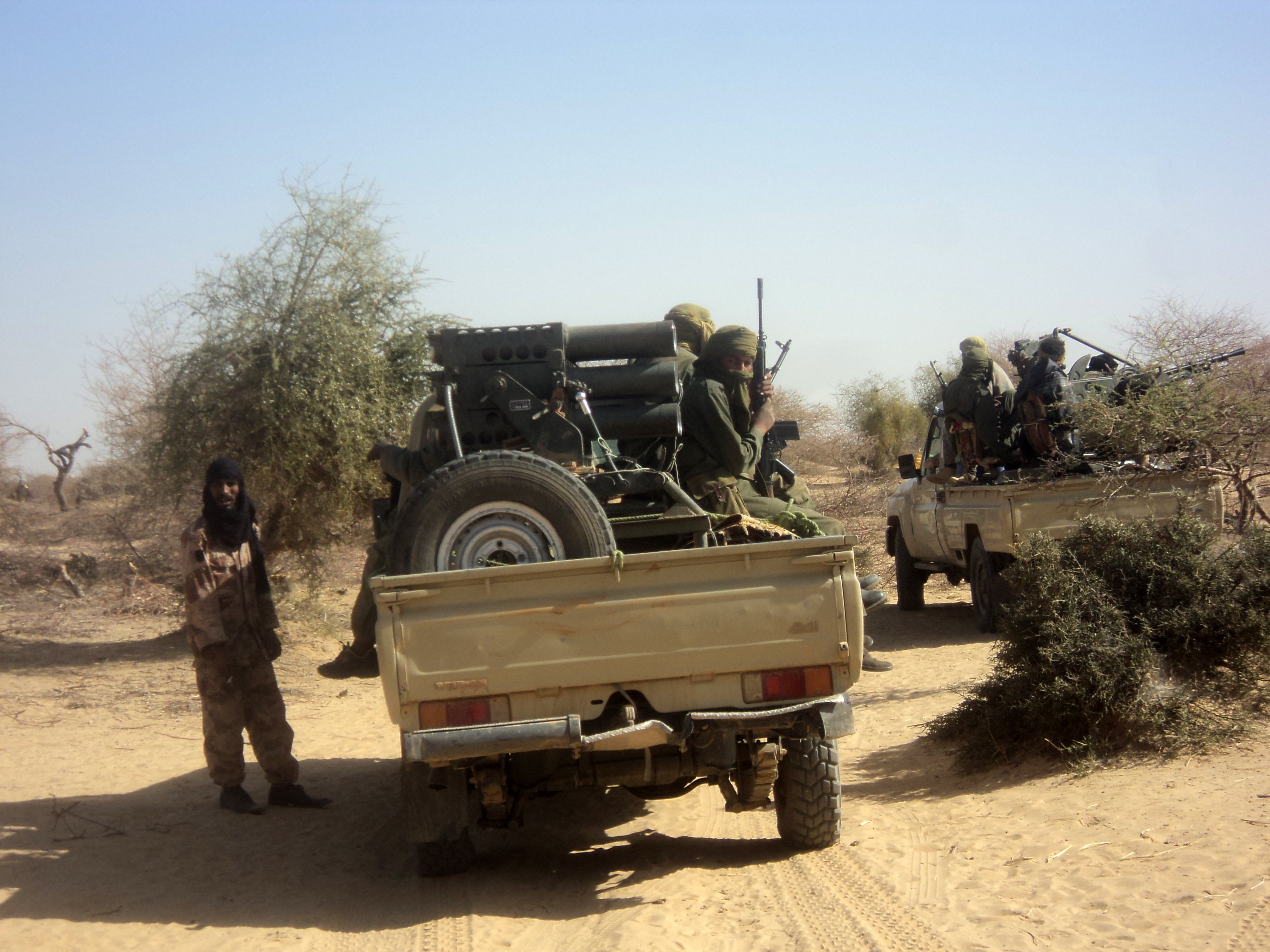
Dżihadyści z Al-Kaidy Islamskiego Maghrebu pod Timbuktu

Prezydent Republiki Francuskiej François Hollande wezwał w październiku 2012 do jak najszybszej interwencji przeciwko islamistom. Francja miała obawy, iż w Północnym Mali jako bazie terrorystów w Afryce, mogą być przygotowywane zamachy w tym także ataki na Europę. Terroryści po zajęciu północnego Mali podjęli próby nieudanych ataków na francuskie ambasady w Mali oraz Mauretanii. Jednakże problemem okazało się samo przygotowanie sił interwencyjnych. Wyposażenie i wyszkolenie ewentualnego korpusu ekspedycyjnego trwało sporo czasu, do tego dochodziło przygotowanie operacji polegających na wytropieniu rebeliantów na ogromnych obszarach piaszczystego północnego Mali. Same przygotowywania planowane były na pięć miesięcy. Według ekspertów wojskowych zachodnioafrykańskie armie rządowe były bardzo słabo wyszkolone i niezdyscyplinowane. Szczególnie dotyczyło to armii nigeryjskiej, zmagającej się w kraju z partyzantami z ugrupowania Boko Haram. Komentatorzy ostrzegali, że po odbiciu miast północnego Mali, interwencja może przerodzić się w wojnę partyzancką na pustyni.
12 października 2012 RB ONZ na podstawie VII rozdziału Karty Narodów Zjednoczonych dała afrykańskim liderom 45 dni na opracowanie planu interwencji w północnym Mali. 11 listopada 2012 przywódcy Wspólnoty Gospodarczej Państw Zachodnioafrykańskich zatwierdzili na spotkaniu w Abudży plan odbicia północnej części Mali z rąk rebeliantów za pomocą sił liczących 5500 żołnierzy kontyngentu interwencyjnego w tym 3300 z państw stowarzyszonych z ECOWAS. Oprócz tego udział w operacji reagowania kryzysowego planowano udział ponad 2 tys. z innych państw Afryki, prawdopodobnie z RPA, a także Czadu, którego wojsko ma doświadczenie w walkach na pustyni, podobnie jak malijskie milicje plemienne, które były przez lata zbrojone przez rząd do walki z Tuaregami. Przed operacją do Mali miało przybyć także 200–400 instruktorów z Europy, Stanów Zjednoczonych Ameryki i Kanady, którzy będą szkolić siły interwencyjne. Następnie korpus ekspedycyjny przy wsparciu lotnictwa USA i Francji ruszy do północnego Mali. Cała operacja ma potrwać rok, a jej koszt szacowany jest na 500 mln dolarów.
Plan z Abudży został 20 grudnia 2012 jednogłośnie zatwierdzony przez francuski projekt rezolucji Rady Bezpieczeństwa ONZ nr 2085. Misji AFISMA („African-led International Support Mission to Mali”; Międzynarodowa Misja Wsparcia w Mali pod Dowództwem Sił Afrykańskich) przyznano roczny mandat, podczas którego za pomocą „wszelkich niezbędnych środków”, państwa biorące udział w operacji mają pomóc odzyskać Mali region kontrolowany przez ekstremistyczne ugrupowania. Dzień po autoryzacji operacji w północnym Mali, rywalizujące tam ugrupowania islamistyczne i MNLA ogłosiły we wspólnym komunikacie „do powstrzymania się od wszelkich działań, które doprowadziłyby do konfrontacji i wrogości na obszarach, które są po ich kontrolą”. Tym samym ugrupowania kontrolujące północne Mali rozpoczęły przygotowania do odparcia interwencji zewnętrznej.

## Interwencja międzynarodowa przeciwko bojownikom muzułmańskim

### Rozpoczęcie walk (styczeń 2013)
Dżihadyści rozpoczęli w nocy z 9 na 10 stycznia 2013 akcje zaczepne na obrzeżach terenów kontrolowanych przez Malijczyków. Była to pierwsza próba wyparcia islamistów, w czasie gdy społeczność międzynarodowa przygotowywała się do interwencji. Jednocześnie armia przymierzała się do odbicia miasta Douentza, kontrolowanego przez Ruch na rzecz Jedności i Dżihadu w Afryce Zachodniej (MUJAO). Podczas ofensywy siły rządowe Mali otoczyły miasto, jednak rebelianci Ansar ad-Din postawili silny opór. Według świadków walk, cześć bojowników opuściło miasto, lecz siły bezpieczeństwa nie wkroczyły do miasta. Jednocześnie MUJAO i Ansar ad-Din zaatakowali miasta Konna i Mopti w centrum Mali, 120 km na zachód od Douentzy. Po wznowieniu walk w Mali, Rada Bezpieczeństwa ONZ wezwała do jak najszybszego rozmieszczenia w Mali sił międzynarodowych, by zapobiec „znacznemu pogorszeniu się sytuacji”. Tymczasowy prezydent Mali Dioncounda Traore, po zdobyciu przez rebeliantów miasta Konna, zaapelował do ONZ i Francji o pomoc wojskową w odparciu ataków islamskich rebeliantów w tym afrykańskim kraju.

### Francuska kampania lotnicza: powstrzymanie marszu rebeliantów na południe (styczeń 2013)
W odpowiedzi na zajęcie miasta Konna przez rebeliantów i prośbę Prezydenta Republiki Mali, 11 stycznia 2013 rozpoczęła się zarządzona przez prezydenta Republiki Francuskiej François Hollande, operacja Serwal z udziałem wojsk francuskich, zapoczątkowana wieczorem tego dnia od nalotów na pozycje zajmowane przez islamistów. Jednocześnie prezydent Mali ogłosił stan wyjątkowy na terenie państwa.

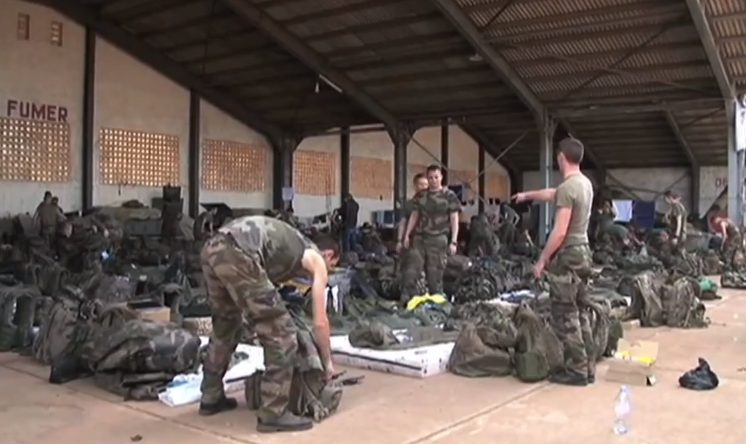
Francuscy wojskowi w Bamako

W pierwszych godzinach operacji wojska malijskie przy pomocy Francuzów weszły do miasta Konna, jednak nie zostało ono odbite. Po całonocnych nalotach podczas których wykorzystywano samoloty Mirage 2000 i samoloty rozpoznawcze Mirage F1 zniszczono centrum dowodzenia bojowników muzułmańskich w pobliżu miasta oraz dwa inne cele. Podczas nalotów na pozycje bojowników zmierzających do Mopti, jeden ze śmigłowców (Gazelle) francuskich sił specjalnych został trafiony. Udało mu się bezpiecznie dolecieć do bazy, jednak w wyniku postrzelenia zginął jego pilot. Przyczyną śmierci pilota, porucznika Damiena Boiteux, było wykrwawienie po zadaniu rany na wysokości tętnicy uda, najprawdopodobniej za pomocą AKM. Także w wyniku silnego ostrzału z karabinów maszynowych i działek uszkodzony został drugi Gazelle biorący udział w ataku na konwój muzułmańskich partyzantów.

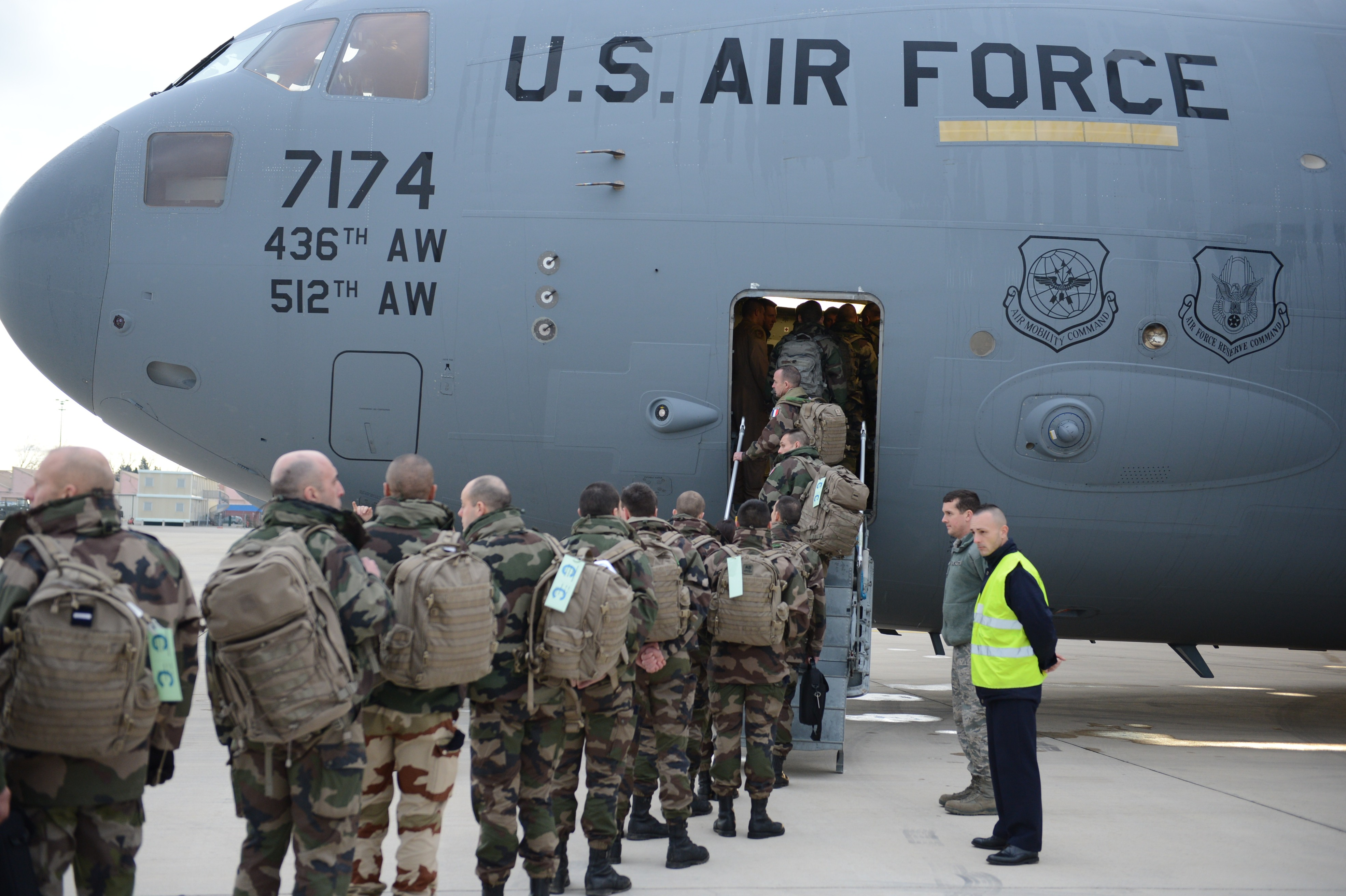
Francuscy żołnierze transportowani przez amerykański C-17

Minister Obrony Republiki Francuskiej Jean-Yves Le Drian powiedział 12 stycznia 2013, że w operacji udział brały setki żołnierzy. 550 żołnierzy zostało rozlokowanych w Mopti oraz Bamako. W walkach na froncie w pierwszych trzech dniach zginęło ponad 100 osób, w tym 11 malijskich żołnierzy i 11 cywilów. Świadkowie walk w Konnie oznajmili, iż doliczyli się 148 ciał ofiar. 13 stycznia 2013 cztery myśliwce Rafale dokonały kilku nalotów w mieście Gao, kontrolowanego przez MUJAO, niszcząc wykorzystywany przez islamistów obóz treningowy oraz centrum logistyczne. W nalotach na Gao zginęło 60 osób, a islamiści wycofali się z miasta. Rebelianci poddali także Kidal i Timbuktu, które nie były bombardowane. Zniszczono również magazyn broni wykorzystywany przez Ansar ad-Din, oraz zbombardowano obóz treningowy w mieście Léré, który następnie został zajęty przez armię malijską. Uderzenia lotnicze miały miejsce również w Douentie i Nampali oraz pod miejscowością Afhabo kontrolowaną przez Ansar ad-Din.
13 stycznia 2013 islamscy rebelianci poinformowali, że podczas walk o miasto Konna śmierć poniósł jeden z przywódców Ansar ad-Din, Abdel „Kojak” Krim. MUJAO oznajmiło, że konflikt w Mali jest dla nich świętą wojną i będą walczyć aż do śmierci oraz że uderzą w „serce Francji”. Tymczasem minister spraw zagranicznych Francji Laurent Fabius, powiedział, że operacja potrwa kilka tygodni. Mimo powietrznej kampanii, rebelianci przeszli do kontrofensywy i 14 stycznia 2013 zaatakowali, by po kilku godzinach zdobyć miasto Diabaly, leżące 400 km na północny wschód od Bamako. Szturm został wyprowadzony przez Al-Kaidę Islamskiego Maghrebu i Ansar ad-Din zza mauretańskiej granicy, gdzie bojownicy nie byli bombardowani. Po zajęciu Diabaly przez islamistów, Francuzi rozpoczęli jego ostrzeliwanie. Francja wysyłała piechotę i Legię Cudzoziemską do obrony miasta Ségou. 15 stycznia 2013 z Abidżanu do Bamako przybyła kolumna pancerna i 150 żołnierzy. Liczba francuskich wojskowych wzrosła do 750, a 17 stycznia 2013 do 1400 żołnierzy.
16 stycznia 2013 uzbrojona grupa islamistyczna Zamaskowana Brygada na polu gazowym In Amnas w Algierii porwała setki osób w tym wielu cudzoziemców, pracowników koncernów naftowych. Wśród zakładników było wielu obcokrajowców w tym Norwegowie, Amerykanie, Japończycy oraz obywatele Francji i Wielkiej Brytanii, a także setki Algierczyków. W ataku zginęły dwie osoby – Brytyjczyk i Algierczyk. Porywacze zażądali zakończenia francuskich operacji wojskowych w Mali i zagrozili, że próba odbicia zakładników „zakończy się tragicznie”. Terroryści zażądali ponadto uwolnienia 100 więzionych fundamentalistów przebywających w algierskich więzieniach. 17 stycznia 2013 siły algierskie przypuściły atak z powietrza, a następnie szturm na instalacje naftowe. Wielu zakładnikom udało się wówczas uciec porywaczom, jednak ci zabili co najmniej cztery osoby. Kolejna akcja algierskich antyterrorystów odbyła się 19 stycznia 2013, który ostatecznie zakończył czterodniowy kryzys, którego bilansem było uwolnienie łącznie 107 z 132 cudzoziemców i 655 Algierczyków. Tym samym śmierć poniosło 38 zakładników i 29 porywaczy.

### Francuska operacja lądowa: przełamanie rebeliantów na linii Diabaly – Konna – Douentza (styczeń 2013)
Rano 17 stycznia 2013 dnia szef sztabu francuskich sił zbrojnych admirał Edouard Guillaud zapowiedział, że wojsko ruszy do bezpośrednich walk lądowych z dżihadystami. Wojska lądowe skierowały się ku Diabaly, które w dniach 14–17 stycznia 2013 było bombardowane. Zginęło wówczas 50 rebeliantów i dwoje cywilów. Dwa kilometry od miasta, 17 stycznia 2013, doszło do walk z bojownikami Ansar ad-Din. Francuzi ostrzelali miasto od południa. Atak komandosów został odparty przez partyzantów, którzy rozszerzali swoją strefę wpływów, gdyż 17 stycznia 2013 dotarli do miasta Banamba, 150 km na północ od Bamako. Tego samego dnia, Konnę odbiły ostatecznie wojska malijskie i francuskie jednostki specjalne. Przed ich wejściem, miasto zostało zbombardowane. 18 stycznia 2013 w wyniku toczących się walk o Diabaly, przewagę zaczęły obejmować siły sprzymierzone, a islamiści opuszczali miasto.

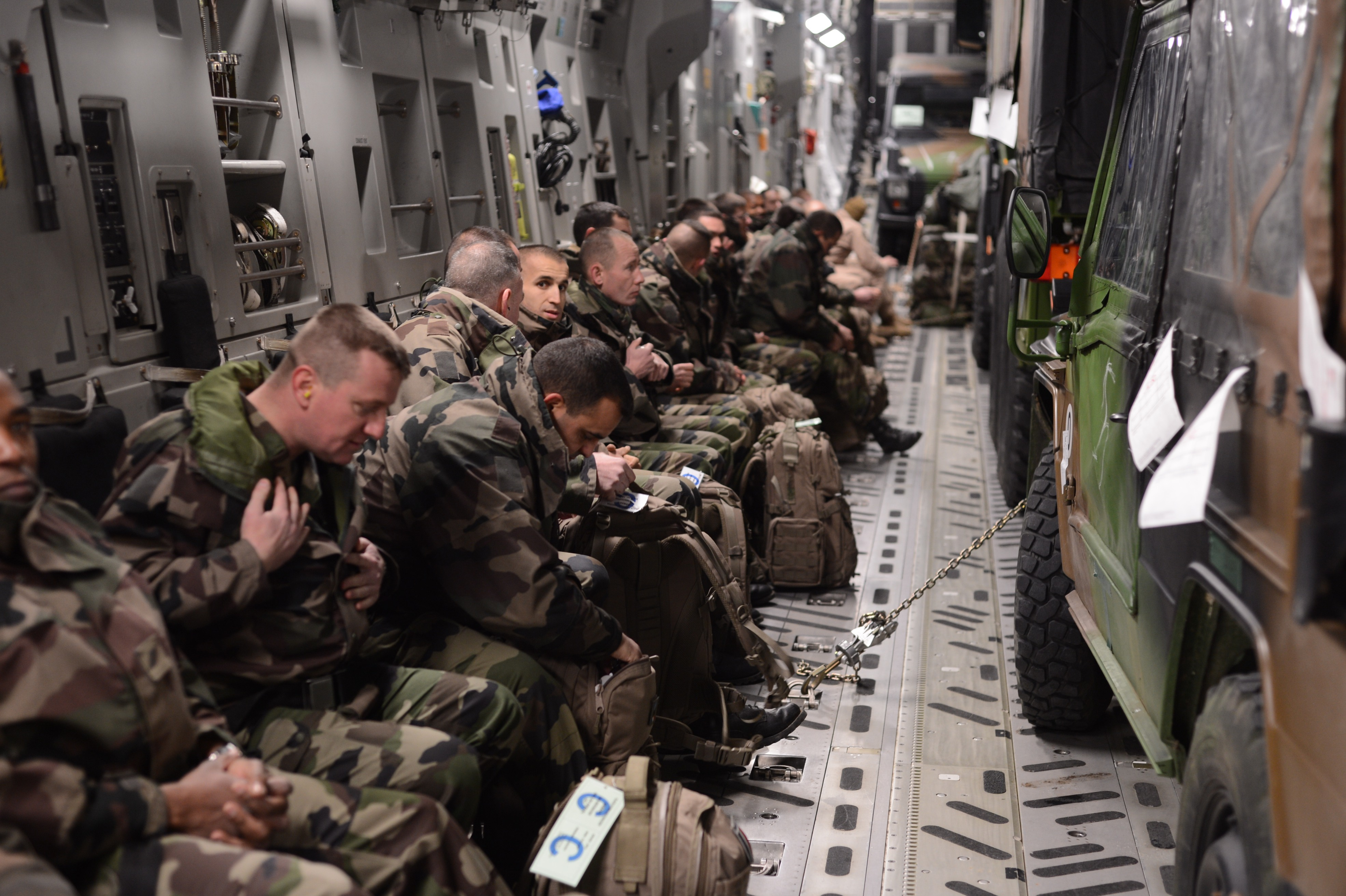
Francuscy żołnierze transportowali na Mali 21 stycznia 2013

Pomoc Francuzom i siłom AFISMA w walce z islamistami na północy Mali zaoferował Narodowy Ruch Wyzwolenia Azawadu. Ugrupowanie, które zapoczątkowało konflikt w Mali, postawiło malijskiej armii, że po pokonaniu dżihadystów, nie ma wracań na tereny Azawadu, bez wcześniejszych porozumień dwustronnych. Tuaregowie dodali, że w bojach na pustyni są bardziej efektywni niż siły zachodnioafrykańskie wyszkolone przez misję EUTM Mali. W nocy z 19 na 20 stycznia 2013 doszło po raz pierwszy do bombardowań Timbuktu. W mieście przeprowadzono trzy naloty. 20 stycznia 2013 Francuzi by uniemożliwić posuwanie się bojowników na południe kraju, zajęli pozycje w Sevare i Niono, 60 km na południe od Diabaly, do którego 21 stycznia 2012 o godz. 9:00 wjechała kolumna ok. 30 wozów opancerzonych, w których znajdowało się 200 żołnierzy malijskich i francuskich. Przed wkroczeniem do miasta śmigłowce Gazelle przeprowadziły tam misję rozpoznawczą. Ponadto kolumna wojsk francusko-malijskich wjechała również do Douentzy, skąd uprzednio wycofali się rebelianci. Tego samego dnia władze Mali przedłużyły stan wyjątkowy o 3 miesiące. 22 stycznia 2013 podczas bombardowania Timbuktu zniszczono pałac, który wybudował tam sobie były libijski przywódca Mu’ammar al-Kaddafi. Bombardowany pałac kontrolowali islamscy liderzy z Ansar ad-Din i AQIM. Zniszczono też m.in. magazyn paliwa partyzantów na przedmieściach miasta oraz ostrzeliwano kryjówki MUJAO w okolicach Gao. W nocy z 23 na 24 stycznia 2013 podczas nalotów na Ansongo, 80 km od Gao, zniszczono dwie bazy rebeliantów.
24 stycznia 2013 doszło do rozłamu wśród ugrupowania Ansar ad-Din z którego wydzielił się Islamski Ruch Azawadu (MIA), który zadeklarował przystąpienie do pokojowych negocjacji. Ugrupowanie składające się jedynie z malijskich islamistów potępiło i odrzuciło praktyki terrorystyczne. Rozłamowcy zaapelowali do prowadzących ofensywę sił o wstrzymanie przygotowań do ataku na Kidal i Menakę, gdzie przebywali członkowie ugrupowania, co pomogłoby stworzyć „klimat pokoju pozwalający na rozpoczęcie wszechstronnego dialogu politycznego”.

### Formowanie sił interwencyjnych AFISMA i misji szkoleniowej EUTM Mali (styczeń-luty 2013)

Kraje, które początkowo zobowiązały się wziąć udział w misji AFISMA

W trakcie francuskiej interwencji, na mocy rezolucji na 2085 RB ONZ, formułowały się wojska operacyjne organizacji ECOWAS, pod nazwą Międzynarodowa Misja Wsparcia w Mali pod Dowództwem Sił Afrykańskich (African-led International Support Mission to Mali; AFISMA), która docelowo liczyła 6600 żołnierzy. Po rozpoczęciu operacji Serwal kolejne kraje zobowiązywały się do uczestnictwa w operacji. Siły składały się z 1200 żołnierzy z Nigerii, 650 żołnierzy z Beninu, po 500 żołnierzy z Burkina Faso, Nigru, Senegalu oraz Togo. Swoich żołnierzy wysłać obiecały również Gwinea (144), Ghana (120), Gwinea Bissau, Liberia, Sierra Leone i Czad, który w szczytowych momentach utrzymywał w Mali 2,4 tys. kontyngent bojowy. Zakładany budżet operacji szacowano na 460 mln dolarów. Unia Afrykańska pokryła zaledwie 50 mln dolarów.
Jako pierwszy do Mali przybył nigeryjski kontyngent składający się z 190 żołnierzy. Stało się to 16 stycznia 2013. 2 tys. zachodnioafrykańskich żołnierzy operujących w ramach sił AFISMA ma przybyć do Mali przed 26 stycznia 2013. 17 stycznia 2013 Czad opuściło 200 żołnierzy skierowanych do Mali. Ndżamena zobowiązała się wysłać łącznie 2 tys. żołnierzy. Tuż przed rozpoczęciem operacji Serwal, Czad interweniował w Republice Środkowoafrykańskiej, gdzie podpisano zawieszenie broni w pierwszym dniu francuskiej interwencji w Mali. Wieczorem 17 stycznia 2013 do Bamako przybyło 100 nigeryjskich i togijskich żołnierzy. 20 stycznia 2013 do malijskiej stolicy dotarło 100 żołnierzy z Beninu i 60 z Senegalu.
Według stanu na dzień 23 stycznia 2013 w Mali stacjonowało 2300 żołnierzy z Francji, 500 żołnierzy z Togo, Beninu, Burkina Faso i Nigerii. Do interwencji w północnym Mali szykowało się po 500 żołnierzy z Nigru i Czadu, których liczba w czasie natarcia wyniosła 2,4 tys. 24 stycznia 2013, 160 żołnierzy z Burkina Faso zostało rozmieszczonych w mieście Markala i jako pierwsze z wojsk AFISMA przystąpiło do działań bojowych.
26 stycznia 2013 takie państwa jak Liberia, Gwinea Bissau, Burundi i Uganda, poinformowały, że zamierzają wesprzeć misję AFISMA i wysłać do Mali, zgodnie z mandatem ONZ, dodatkowe siły liczące ok. 7,1 tys. żołnierzy. Dwa dni później centrum dowodzenia misji AFISMA przeniesiono z Abudży do Addis Abeby. Tymczasem w Mali znajdowało się wtedy 1750 żołnierzy z Afryki Zachodniej.
Wcześniej w celu sprawnego transportu wojsk zachodnioafrykańskich, logistycznego wsparcia udzieliły Wielka Brytania, Kanada, Dania, Belgia oraz Niemcy. Kraje te wysłały do Mali samoloty transportowe. 17 stycznia 2013 na spotkaniu ministrów spraw zagranicznych krajów Unii Europejskiej, uzgodniono powołanie wojskowej misji szkoleniowej EUTM Mali (European Union Training Mission Mali), w skład której ma wchodzić około 200 instruktorów wojskowych oraz około 250 żołnierzy do ich ochrony. EUTM Mali nie ma charakteru bojowego. Pierwszym dowódcą misji został po przybyciu francuskich instruktorów – gen. François Lecointre. Czas trwania misji zaplanowano na 15 miesięcy i ma kosztować ponad 12 milionów euro. Do Afryki przybyli żołnierze z 16 państw UE i spoza wspólnoty m.in. Belgowie, Niemcy, Czesi, Hiszpanie, Brytyjczycy, Austriacy, Węgrzy i Polacy. Pierwszy z czterech malijskich batalionów rozpoczęło szkolenie prowadzone przez europejskich instruktorów 2 kwietnia 2013.
W skład EUTM Mali wchodzi 20 żołnierzy Polskiego Kontyngentu Wojskowego w Mali. Ministrowie spraw zagranicznych Unii Europejskiej zatwierdzili ostatecznie 18 lutego 2013 rozmieszczenie misji szkoleniowej w Mali. Pierwszych pięciu w Mali wylądowało 26 lutego 2013. Dowództwo objął ppłk Adam Jangrot. Polska misja rozpoczęła się oficjalnie 15 marca 2013. Podczas pierwszego miesiąca pobytu Polacy przyjmowali transporty europejskich żołnierzy-instruktorów oraz organizowali wojskowe transporty z lotniska w Bamako do bazy szkoleniowej w Koulikoro.
W kwietniu 2013 siły AFISMA liczyły 6,6 tys., z czego 2,4 tys. stanowili Czadyjczycy, którzy w połowie kwietnia 2013 rozpoczęli wycofywanie się z Mali, podobnie jak Francuzi. Wówczas Rada Bezpieczeństwa ONZ projektowała utworzenia batalionu pod egidą ONZ – MINUSMA, liczącego docelowo 12,6 tys. żołnierzy. Siły ONZ, według rezolucji RB ONZ nr 2100 z 25 kwietnia 2013, objęły mandat misji w Mali, 1 lipca 2013.

### Ofensywa sił sprzymierzonych w północnym Mali (styczeń-luty 2013)
Po zajęciu Konny, Diabaly i Douentzy, wojska francuskie umocniły się na północnych brzegach rzeki Niger i oddały kontrolę nad miastami w ręce wojsk malijskich. Następnie siły sprzymierzone skierowały się ku Hombori, by otworzyć sobie drogę do szturmu na największe miasta północnego Mali. Tymczasem wojska czadyjskie przygotowywały się do otwarcia drugiego frontu, uderzając razem z żołnierzami nigerskimi i Tuaregami na Kidal, Timbuktu i Gao. 2 tys. żołnierzy z Czadu ma zaatakować północne Mali znad oazy Labezanga, po czym mają się połączyć z nadciągających od południa sprzymierzonych sił francuskich i zachodnioafrykańskich. Aby uniemożliwić partyzantom przedostanie się z północnego Mali do państw Sahelu, Algieria i Mauretania zamknęły swoje granice z Mali.
25 stycznia 2013 siły malijsko-francuskie wkroczyły do Hombori i kierowały się ku oddalonemu o 200 km Gao, które było wówczas bombardowane z powietrza. Tymczasem islamscy ekstremiści wysadzili mające znaczenie strategiczne most Tassiga na Nigrze, aby uniemożliwić szybkie przybycie z tamtejszych baz dwóch tysięcy żołnierzy Czadu i 500 wojskowych z Nigru. Koalicja przygotowywała się do wejścia do Mali w nigerskim Ouallam. Gao zostało odbite z rąk MUJAO 26 stycznia 2013. Przed wejściem do miasta w nocy francuscy komandosi zabezpieczyli tamtejsze lotnisko oraz strategiczne mosty na Nigrze. Gao było jednym z trzech największych miast kontrolowanych przez rebeliantów. Do obrony Gao wysłano bataliony wojsk czadyjsko-nigerskich.
Jednocześnie czyniono przygotowania do zbrojnego zajęcia Timbuktu, które było atakowane z powietrza. W dniach 26 i 27 stycznia 2013 dokonano 20 uderzeń w Gao, Timbuktu i Kidal, gdzie zniszczono dom Iyada ag Ghalego, lidera malijskich dżihadystów. Prowadzono również operacje rozpoznawcze nad miastem Léré, gdzie znajdowały się duże ilości grup islamistycznych. W operacji powietrznej uczestniczyło wówczas 12 myśliwców Rafale i 2900 żołnierzy na lądzie, w większości pochodzących ze stałych baz francuskich z okolicznych krajów afrykańskich.
Początkowo francuskie siły zbrojne zajęły lotnisko pod Timbuktu. W wieży kontrolnej lotniska znaleziono 90 kg materiałów wybuchowych. Następnie po południu 28 stycznia 2013 na północ od miasta odbyło się lądowanie 200 paralotniarzy Legii Cudzoziemskiej, którzy zablokowali dojazd do miasta. Następnie zajęte zostało ono przez siły francusko-malijskie, liczące 1000 Francuzów i 200 Malijczyków. Po wejściu do miasta, zespół zwiadowczy tropił rebeliantów. Jak się okazało cztery dni przed wejściem do miasta, islamiści podpalili bibliotekę, w której przechowywano tysiące bezcennych starożytnych rękopisów, w tym wiele sprzed VII wieku. Po odbiciu Timbuktu z rąk dżihadystów, oprócz euforii i świętowania, doszło również do plądrowania sklepów przez mieszkańców należących do Arabów, Algierczyków i Mauretańczyków, oskarżanych o wspieranie islamistów podczas okupacji. Wojsko malijskie starało się zaprowadzić spokój w mieście.

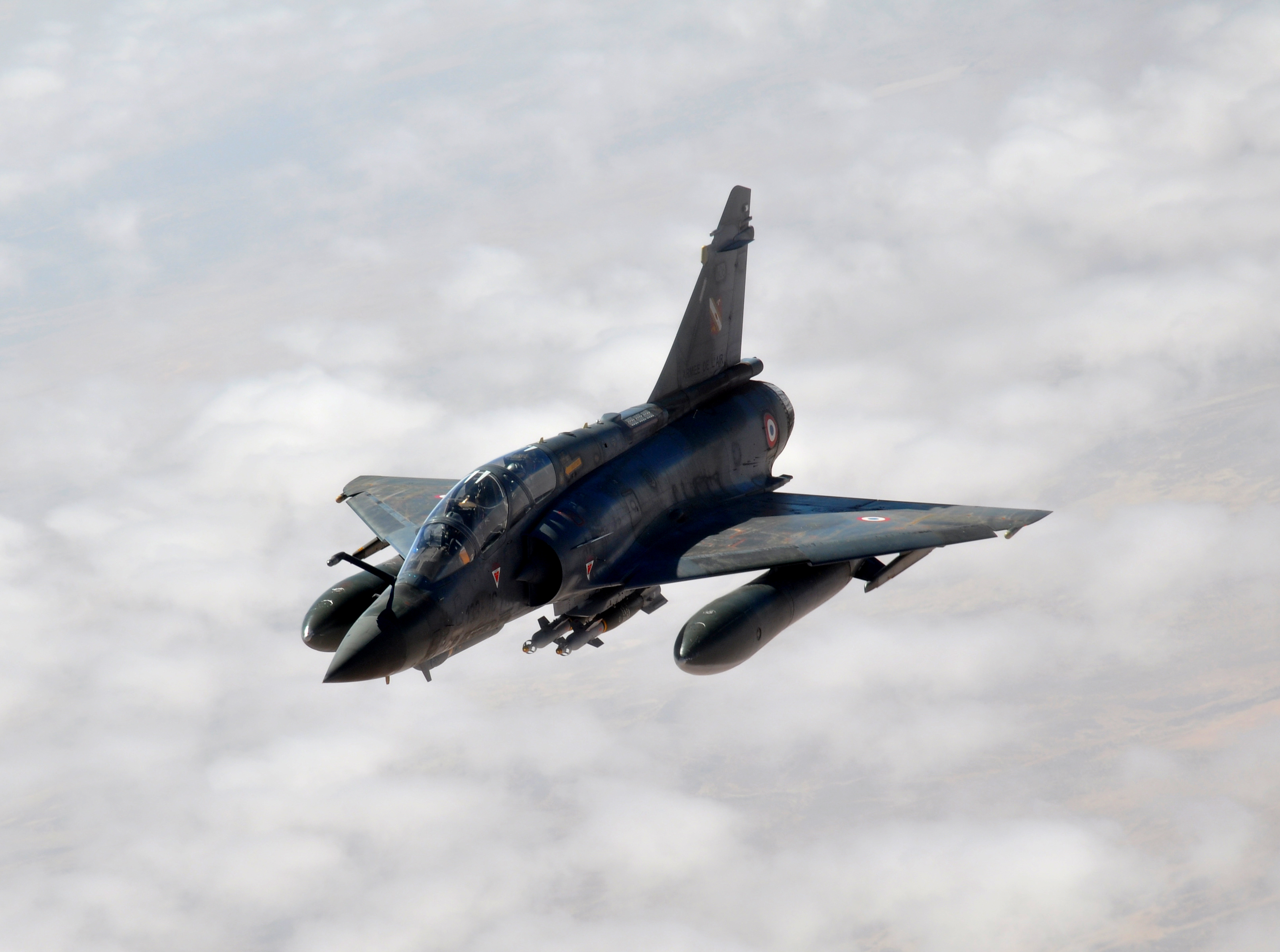
Mirage 2000D, 29 stycznia 2013 podczas operacji Serwal

W dniu inwazji francuskiej w Timbuktu, Tuaregowie z Narodowego Ruchu Wyzwolenia Azawadu weszli do miasta Kidal, które od tej pory było kontrolowane z umiarkowanymi rozłamowcami z Islamskiego Ruchu Azawadu (MIA). Podobna sytuacja miała miejsce w Léré, gdzie bojownicy MIA połączyli się z MNLA. Do sojuszu doszło także w miastach Tessalit i In Chalil przy granicy z Algierią. 29 stycznia 2013 pierwsze wojska afrykańskie wkroczyły na północnego Mali. Wojsko nigerskie zajęło miasto Ansogo, z kolei Czadyjczycy weszli do Menaki. Tego samego dnia lotnisko pod Kidalem zostało zajęte przez jednostki francuskie. O godz. 21:30 żołnierze wylądowali na płycie lotniska czterema samolotami. Następnie żołnierze zajęli pozycje w rejonie lotniska. Następnie wykonano nocne loty nad miastem. 30 stycznia 2013 Kidal został przejęty przez siły francuskie. Tym samym Francuzi przejęli trzy główne miasta północnego Mali. Rebelianci ewakuowali się w góry Adrar des Iforas przy granicy z Algierią. Przedstawiciele MNLA poinformowali, że utrzymali kontrolę nad Kidalem razem z francuskim kontyngentem oraz że wysłali wspólną delegację z MIA do Wagadugu na negocjacje z malijskimi władzami. 31 stycznia 2013 siły czadyjskie dotarły do Kidalu, gdzie zajęli koszary należące uprzednio do rebeliantów. Ich stosunki z przebywającymi w mieście tuareskimi partyzantami układały się pozytywnie. Wcześniej Czad zajął miasto Bourem.
Prezydent Mali Dioncounda Traore wykluczył rozmowy z pokonanymi islamistami. Dodał, że dotychczasowa działalność Ansar ad-Din, dyskwalifikuje ich z przystąpienia do dialogu. Natomiast władze w Bamako gotowe był do podjęcia rokowań z Narodowym Ruchem Wyzwolenia Azawadu. 2 lutego 2013 do Mali przybył francuski prezydent François Hollande. Odwiedził garnizonowe miasto Sevare, gdzie spotkał się z żołnierzami oraz władzami Mali. Podziękował wojskowym za udaną operację i powiedział, że po wycofaniu się francuskich żołnierzy, ich miejsce zajmie kontyngent AFISMA oraz przyjaciele malijscy. Hollande poruszył także kwestię cywilnych strat podczas nalotów oraz represji etnicznych. Następnie udał się do Timbuktu i Bamako, gdzie został entuzjastycznie powitany. Tymczasem sytuacja życiowa w zajętych przez Francuzów miastach powróciła do normy. Mieszkańcy ponownie mogli handlować bez przeszkód na targowiskach, słuchać muzyki, palić papierosy, a kobiety mogły zakładać spódnice.

### Działania partyzanckie islamistów i kontruderzenia w Adrar des Iforas (luty-maj 2013)
5 lutego 2013 patrol malijsko-francuski natknął się na pustyni pod Gao na grupę rebeliantów w wyniku czego wywiązała się zacięta potyczka. Minister obrony Jean-Yves Le Drian nazwał ją „prawdziwą wojną”. Po walkach lotnictwo zaatakowało bazy logistyczne i obozy szkoleniowe radykałów w północnych skrawkach pustynnego Mali. Le Drian ogłosił również plan stopniowego wycofywania 4 tys. francuskich na rzecz wojska narodowego Mali i kontyngentów AFISMA. 7 lutego 2013 siły francuskie zajęły jedno z ostatnich miast kontrolowanych przez rebeliantów – Aguelhok. Następnie Francuzi skierowali się na północ na Tessalit, które zostało zajęte dzień później. Tymczasem jednostki bojowe zaczęły wycofywać się z Timbuktu, by następnie przerzucić je do Gao i odeprzeć szturm rebeliantów. Po zdobyciu kluczowych miast siły Francji i Czadu rozpoczęły przygotowania do pacyfikacji górskich i pustynnych wąwozów – miejsca kryjówek rebeliantów, którzy przytrzymywali kilku zachodnioeuropejskich zakładników, porwanych jeszcze przed wojną.
7 lutego 2013 rebelianci MUJAO zagrozili ustanowienie w Mali nowej „strefy bojowej”, przez przeprowadzanie zamachów samobójczych, ataków partyzanckich na obiekty wojskowe oraz podkładanie min-pułapek. Już 8 lutego 2013 zamachowiec-samobójca jadący na motocyklu wysadził się w powietrze koło wojskowego punktu kontrolnego w Gao, raniąc jednego malijskiego żołnierza. Do zamachu przyznało się MUJAO, które dodało, że był to „atak na malijskich żołnierzy, którzy zdecydowali się stanąć po stronie łotrów, wrogów islamu”. W strefach walk dochodziło również do wybuchów min. W trakcie francuskiej ofensywy w wybuchach improwizowanych ładunkach zginęło dwóch malijskich żołnierzy, a czterech zostało rannych.
Oprócz zmiany taktyki wojennej przez dżihadystów, kolejnym problemem była słabość i wewnętrzne podziały wśród armii malijskiej. Niezdyscyplinowani żołnierze dopuszczali się samosądów, dochodziło również do walk wewnętrznych. 8 lutego 2013 w Bamako doszło do strzelaniny w której zginęły dwie osoby, a 13 zostało rannych. Do incydentu doszło kiedy lotniarze lojalni wobec obalonego prezydenta Amadou Toumani Toure, zaprotestowali przeciwko wcielaniu ich do innych jednostek.
Kolejny zamach samobójczy w Gao miał miejsce 9 lutego 2013. Ponownie ranny został jeden żołnierz, jednak wybuch wywołał ponadto chaos w szeregach wojsk rządowych, co umożliwiło przedostanie się partyzantów do centrum miasta. Zajęli tamtejszą komendę główną policji, z której ostrzeliwali 10 lutego 2013 miasto. O godz. 14. czasu lokalnego rozpoczęły się walki, podczas których wieczorem interweniowały francuskie helikoptery. W wyniku francuskiego rajdu 11 lutego 2013 rano o godz. 5:00 komenda została zburzona, a rebelianci MUJAO pokonani. 19 lutego 2013 w górach Adrar des Iforas rozpoczęły się walki, które na celu miało ostateczne zadanie ciosu ukrywających się w tamtejszych kryjówkach dżihadystów. 150 francuskich żołnierzy wspierane przez samoloty Mirage zostało ostrzelanych przez rebeliantów. W walce zginął Harold Vormezeele, żołnierz Legii Cudzoziemskiej 22. Regimentu Spadochronowego i 20 rebeliantów. Była to druga ofiara po stronie francuskiej podczas interwencji.
Wieczorem 20 lutego 2013 w Gao rozpoczęły się uliczne walki między rebeliantami i siłami malijskimi wspieranymi przez francuskie wojska pancerne. Do ataku doszło, kiedy islamiści sforsowali rzekę Niger. Rebelianci zajęli siedzibę władz w mieście oraz Place Niepodległości i Sprawiedliwości, jednak siły malijskie przystąpiły do kontrataku. Na pomoc im przybyły francuskie śmigłowce, dzięki którym odbito obiekt. W trakcie walk zginęło 15 bojowników, rannych zostało czterech malijskich żołnierzy oraz dwóch Francuzów. Podczas gdy 22 lutego 2013 w Gao dogasały walki, w mieście Kidal eksplodował samochód-pułapka oraz w In Chalil dwa samochody, w wyniku czego zginęło trzech bojowników MNLA. Po zamachu terrorystycznym, 23 lutego 2013 Arabski Ruch Azawadu (MAA) pod dowództwem Boubacara Taliba zaatakował pozycje MLNA i MIA w miejscowości Al-Chalil, gdyż oskarżali tuareskich rebeliantów o grabieże i gwałty na kobietach. MAA na kilka godzin przejął kontrolę nad miejscowości, lecz nazajutrz, kontratak w wykonaniu Tuaregów i francuskiego lotnictwa. Równocześnie (22 lutego 2013) w górach Adrar des Iforas, doszło do zaciętej bitwy pod Tigharghâr między dżihadystami i żołnierzami czadyjskimi, w której zginęło 26 Czadyjczyków i 93 bojowników.

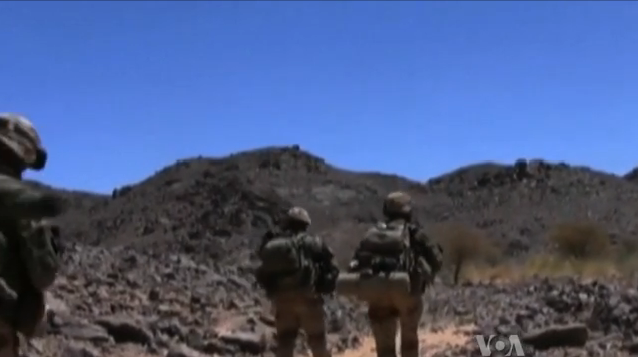
Francuscy żołnierze w górach Ighofas

W kolejnych dniach przeprowadzono akcje poszukiwania członków radykalnych grup w górskich kryjówkach. Z 4 tys. francuskich żołnierzy, 1,2 tys. prowadziło ofensywę na płaskowyżu. Francuzi przyczesywali dom po domu oraz bazy i obiekty wzniesione przez bojowników. Do tego trwały zacięte walki w których zginęło kolejnych kilkudziesięciu dżihadystów, w tym 23 lutego 2013 główny dowódca polowy AQIM – Abdelhamid Abu Zajd, zabity przez Czadyjczyków pod Tigharghâr. W odwecie wojsk czadyjskich i francuskich zginęło również 42 innych islamistów. Z kolei w nocy 2 marca 2013 operujący w górskich kryjówkach czadyjscy żołnierze zniszczyli rebeliancką bazę pod Tigharghâr, zabijając kilku terrorystów, wśród których rzekomo był Muchtar Bilmuchtar. Al-Kaida potwierdziła zgon Abu Zajda, jednak zaprzeczyła śmierci Bilmuchtara. Śmierć Zajda została 23 marca 2013 oficjalnie potwierdzona przez Francuzów na podstawie testów DNA. Następcą Zajda został Algierczyk Dżamel Okasza. Wcześniej, bo 26 lutego 2013 w Kidalu, będącym pod zarządem Tuaregów, doszło do kolejnego zamachu samobójczego w punkcie kontrolnym obsługiwanym przez MNLA, w wyniku którego śmierć poniosło sześć bojowników MNLA i MIA sprzymierzonych z rządem malijskim.
27 lutego 2013 Francuzi przejęli wioskę Iminenas, 60 km od Gao. 1 marca 2013 rebelianci MUJAO i AQIM przeprowadzili kontratak na pozycje francusko-malijskie, jednak został on krwawo odparty, gdyż w walkach trwających od 9:30 do 14:00 zabito 52 dżihadystów. 2 marca 2013 w walkach w masywie górskim Ifoghas poległ francuski żołnierz, który okazał się trzecią ofiarą operacji Serwal. Z kolei w nocy z 4 na 5 marca 2013 siły sprzymierzone zabiły 15 rebeliantów, podczas przeczesywania ich kryjówek. 6 marca 2013 w walkach pod Tin Keraten, 100 km na wschód od Gao poległ czwarty francuski żołnierz. 17 marca 2013 w wybuchu improwizowanego ładunku wybuchowego na południe od Tessalit zginął francuski kapral. W dniach 12–17 marca 2013, 460 francuskich żołnierzy prowadziło operację „Doro-3” pod miasteczkiem Djebock, nieopodal Gao. Przejęto i zniszczono sprzęt należący do islamistów, zajęto ich tereny oraz zabito 15 rebeliantów.
20 marca 2013 Al-Ka’ida Islamskiego Maghrebu ogłosiła, iż przeprowadziła egzekucje na francuskim zakładniku Philippe Verdonie porwanym z hotelu w Hombori 24 listopada 2011. Verdon przybył wówczas do Mali w sprawach biznesowych. Tymczasem miasto Gao było nadal areną oporu islamistów, którzy przeprowadzali tam pojedyncze ataki i zamachy samobójcze. W serii ataków na kilka dni przed egzekucją Verdona w Gao Francuzi zabili 15 rebeliantów. Jeden z poważniejszych ataków nastąpił w dniach 20–21 marca 2013 (odparty przez sprzymierzeńców atak bojowników na lotnisko w Timbuktu) oraz 23–24 marca 2013, kiedy to wojska sprzymierzone odparły natarcie na punkty wojskowe w Gao i zabiły siedmiu bojowników MUJAO. 24 marca 2013 w potyczce w Tin Tabanawt pod miastem Bourem MNLA pokonało MUJAO, zabijając jednego islamistę. Według komunikatu z 27 marca 2013 od początku operacji Serwal zginęło około 600 islamistów, 63 żołnierzy malijskich, 30 czadyjskich oraz 5 Francuzów.
W dniach 29–30 marca 2013 w drodze z miasta Anefis do Bourem w wiosce In Arab i Teghboubinene doszło do potyczki między bojówkami MNLA i MUJAO. Pierwszego dnia walk zginęło 20 Tuaregów i dwóch islamistów, na drugi dzień poległo pięciu bojowników MNLA oraz 12 islamistów z grupy Zamaskowana Brygada powiązana z MUJAO i AQIM. Wśród zabitych był dowódca dżihadystów Abou Hak Younousse. Nad ranem 31 marca 2013 na blokadzie drogowej przed Timbuktu wysadził się zamachowiec-samobójca. Ranny został jeden z malijskich żołnierzy. Dzień wcześniej w wybuchu miny-pułapki pod Gao zginęło dwóch malijskich wojskowych. Po zamachu w Timbuktu rebelianci zdołali przedrzeć się do centrum Timbuktu, gdzie doszło do bitwy z żołnierzami malijskimi i francuskimi. Podczas walk interweniowało francuskie lotnictwo, które zbombardowało atakujących rebeliantów. Zginęło 19 partyzantów, 2 żołnierzy malijskich oraz pięciu cywilów. W komunikacie Al-Ka’ida Islamskiego Maghrebu przekazała, iż za atakiem stał batalion pod byłym dowództwem Abu Zajda. Szturm na Timbuktu był odwetem za jego śmierć. Po zakończeniu walk, 1 kwietnia 2013, malijscy wojskowi przeczesywali domy w Timbuktu w poszukiwaniu ukrywających się dżihadystów.
W dniach 6–7 kwietnia 2013 Francja przeprowadziła w dolinie w pobliżu Gao zakrojoną operację w wyniku której zniszczono bazy logistyczne rebeliantów AQIM. 8 kwietnia 2013 z Mali wycofał się pierwszy 100-osobowy francuski batalion, który wylądował w Pafos na zachodzie Cypru. Był to początek wycofywania się francuskich żołnierzy, których zastąpią siły AFISMA. 14 kwietnia 2013 władze Czadu także poinformowały, iż rozpoczęły odwrót z Mali. Na początku wycofany został jeden batalion, który eliminował rebeliantów na terenach pustynnych. Czad do tej pory utrzymywał w strefie konfliktu ponad 2 tys. żołnierzy. Oświadczenie prezydenta Czadu padło dwa dni po zamachu w Kidalu, gdzie zamachowiec-samobójca wysadził się w powietrze na miejscowym targowisku, które patrolowali czadyjscy żołnierze. W wyniku eksplozji zginęło czterech żołnierzy. Tego samego dnia w wiosce Ouro-Modi pod miastem Sevare rozbił się helikopter malijskich sił zbrojnych, w wyniku czego zginęło pięciu wojskowych.
21 kwietnia 2013 Arabski Ruch Azawadu rozpoczął okupację miasta Ber, 50 km na północny wschód od Timbuktu. Arabska milicja była oskarżana o grabieże sklepów i domostw. MAA zaprzeczył odpowiedzialności za wydarzenia. Liderzy ugrupowania twierdzili, że za tymi czynami stali pospolici złodzieje. W dniach 17–18 maja 2013, doszło do potyczki MAA z MNLA w mieście Anefis. MAA przegrało starcie, tracąc kontrolę nad miastem.
4 maja 2013 pięciu kamikadze MUJAO wysadziło się w powietrze w wiosce Hamakouladji pod Gao, zabijając dwóch malijskich wojskowych. Podobny zamach miał miejsce 10 maja 2013 w wiosce Gossi pod Timbuktu, gdzie czterech zamachowców-samobójców raniło dwóch żołnierzy.

## Skutki interwencji międzynarodowej

### Podział wpływów w kraju i reperkusje zewnętrzne (kwiecień-maj 2013)
W połowie kwietnia 2013 terytorium byłego Azawadu zostało spacyfikowane, a dżihadyści zaczęli odgrażać się atakami odwetowymi. Miasta znalazły się pod kontrolą wojsk malijskich. W niektórych stacjonowały wojska francuskie (Gao, Kidal, Tessalit, Timbuktu), czadyjskie (Gao, Kidal, Menaka), nigerskie (Gao, Gossi, Ansongo i Menaka) oraz tuareskie (Aguelhok, Anefis, Kidal, In Khalil, Tessalit, Tinzaouaten).
Rozbici islamiści wraz ze swoimi arsenałami przeprawili się do Libii, która nieustannie podnosiła się po wojnie domowej. Ponadto 23 maja 2013 MUJAO i Zamaskowany Batalion dokonały zamachów bombowych na koszary wojskowe i kopalnię rud uranu północy Nigru. Zamachowiec-samobójca sforsował przed świtem ciężarówką zaporę przy wjeździe do koszar i zdetonował znajdujący się w pojeździe materiał wybuchowy, gdy żołnierze otworzyli ogień. Wtedy do walki włączyli się inni terroryści, którzy jechali w samochodach, podążających za ciężarówką. W walce, która wywiązała się po atakach bombowych poległo 23 nigerskich żołnierzy, a 14 zostało rannych. W międzyczasie przed kopalnią uranu Somair w pobliżu miasta Arlit doszło do zamachu, w którym zginął jeden pracownik. Łącznie w zamachach zginęło dziesięciu islamistów, a dwoje wzięło dwóch zakładników w akademiku na terenie koszar. Zakładnicy zostali uwolnieni dzień później w operacji sił nigersko-francuskich, podczas której zabito porywaczy.
Niger był krajem którego ominęło powstanie Tuaregów (podczas poprzednich konfliktów tuareskich, bunty wybuchały również na terytorium Nigru), ponieważ po zarządzeniu prezydenta Mahamadou Issoufou, rozbrajano i osadzano w aresztach domowych powracających w 2011 Tuaregów z wojny domowej w Libii. Tak więc wojna ograniczyła się do Mali, a rodacy Tuaregów z Nigru nie podnieśli buntu. Jednakże Niger cierpiał na reperkusjach wojny w Mali, gdyż pokonani tam islamiści przenikali na jego ziemie.

### Układ o zawieszeniu broni z Wagadugu i przygotowania do wyborów prezydenckich (czerwiec-sierpień 2013)
Podczas gdy siły francuskie i afrykańskie zmagały się z dżihadystami na Północy Mali, ogłoszono, iż 28 lipca 2013 odbędą się wybory, które wyłonią prezydenta kraju i zastąpią pełniącego obowiązki głowy państwa Dioncoundę Traoré, który tymczasowo piastował władzę po oddaniu rządów w ręce cywilne przez lidera junty wojskowej Amadou Sanogo.
Tuż przed organizacją wyborów, armia malijska postawiła sobie za cel odbicie miast z rąk tuareskich. Podjęcie takiej decyzji rządowi, ułatwiło porzucenie przez dżihadystów metod walki partyzanckiej. Tak było na przykład z miastem Kidal, które było administrowane przez Tuaregów. Francuzi, którzy pokonali tam islamistów, w wyrazie wdzięczności wobec Tuaregów za pomoc militarną, pozwolili im wybrać tam własnego gubernatora i wprowadzić swoją administracje. Wydarzenie to spotkało się z krytyką władz w Bamako, które 5 czerwca zbrojnie zajęły miasto, zabijając w czasie walk 30 Tuaregów. Dla załagodzenia sytuacji zorganizowano rokowania między przedstawicielami rządu malijskiego i Tuaregów w Burkinie Faso pod egidą tamtejszego prezydenta Blaise Compaoré, rozpoczęte 8 czerwca 2013.
Przypadek Kidalu nie był jedyny. Również 5 czerwca 2013 wyparła Tuaregów z miejscowości Anefis, 113 km na południe od Kidalu. W walkach w których nie uczestniczyli Francuzi, zginęło dwóch bojowników MNLA. W reakcji na działania wojsk rządowych, Ruchu Wyzwolenia Narodowego Azawadu ogłosił, że rząd złamał rozejm i zagroził ponowną wojną, w tym ruszeniem na Gao i Timbuktu.
Jednak po dziesięciu dniach rokowań w Wagadugu, 18 czerwca 2013 osiągnięto układ pokojowy między władzami malijskimi a tuareskimi partyzantami. Porozumienie, którego stronami był Narodowy Ruchem Wyzwolenia Azawadu (MNLA), Wysoka Rada na Rzecz Jedności Azawadu (HCUA) i Arabski Ruch Azawadu (MAA) oraz rząd w Bamako, zakładał restauracje malijskiej administracji w miastach kontrolowanych przez Tuaregów, wprowadzenie do nich armii na czas wyborów i rozbrojenie bojówek tuareskich.
Równocześnie przygotowywano się do wprowadzenia misji stabilizacyjnej ONZ według rezolucji nr 2100 z 25 kwietnia 2013. W jej myśl, ponad sześciotysięczny kontyngent wojsk afrykańskich, ma być od 1 lipca 2013 zastąpiony 11,2 tys. żołnierzami i 1440 policjantami ONZ. Ostateczne decyzje co do rozmieszenia sił ONZ zapadną na posiedzeniu 25 czerwca 2013. Zgodnie z ustaleniami wraz z dniem 1 lipca 2013, 6 tys. żołnierzy z państw Afryki Zachodniej przeszło pod dowództwo ONZ. Tym samym wojska Organizacji Narodów Zjednoczonych MINUSMA przejęły misję z rąk AFISMA. Docelowo wojsk ONZ miało być dwa razy więcej, a dowodził nimi rwandyjski generał Jean Bosco Kazura. Zadaniem sił pokojowych ONZ, było monitorowanie zawieszenia broni, zabezpieczenie kraju przed atakami dżihadystów oraz kontrolowanie pokojowego przeprowadzenia wyborów prezydenckich 28 lipca 2013.
5 lipca 2013 armia malijska weszła do Kidalu. O północy 6 lipca 2013 władze zniosły stan wyjątkowy w całym kraju nałożony wraz z rozpoczęciem francuskiej interwencji. Ponadto poinformowano, iż w wyborach o fotel prezydencki wystartuje 28 kandydatów. Tego samego dnia po raz pierwszy zaatakowane zostały siły ONZ. Nie znani sprawcy przypuścili ataki na dwa punkty kontrolne „błękitnych hełmów” jednak zostały one odparte.
W dniach 21 lipca – 21 sierpnia 2013 przeprowadzono operację „Centaur” mającą na celu zabezpieczenie wyborów prezydenckich. Zasadnicza część operacji prowadzonej w ramach operacji serwal przez siły francuskie toczyła się w okolicach miast Kidal, Tessalit i Aguelhok. Brało w niej udział 800 Francuzów, którzy zajmowali składy broni (zabezpieczono ok. 4000 sztuk broni ciężkiej, moździerzy, rakiet, materiałów wybuchowych). Siły uczestniczące w operacji brały udział w działaniach logistycznych związanych z wyborami, m.in. zabezpieczenie transportów kart wyborczych, zapewnienie bezpieczeństwa lokali wyborczych.
Wybory prezydenckie odbyły się w dwóch turach bez zakłóceń. Pierwszą turę przeprowadzoną zgodnie z planem 28 lipca 2013 wygrał były premier Ibrahim Boubacar Keïta, który uzyskał 39,23%. Do drugiej tury wszedł również były minister finansów Soumaïla Cissé (19,44%). Frekwencja wyborcza wyniosła 51,54%. Druga tury mimo ulew odbyła się 11 sierpnia 2013. Zdecydowane zwycięstwo odniósł Keïta uzyskując 77,61%. Frekwencja w drugiej turze wyniosła 45,78%. Cissé uznał swoją przegraną, z kolei Keïta został zaprzysiężony na stanowisku prezydenta 4 września 2013. Dzień po zaprzysiężeniu, Keïta desygnował Oumara Tatama Ly na stanowisko premiera. Stanowisko piastował do 5 kwietnia 2014, kiedy podał się do dymisji. wówczas zastąpił go Moussa Mara.

### Sytuacja w kraju po zaprzysiężeniu Keïty (wrzesień-listopad 2013)

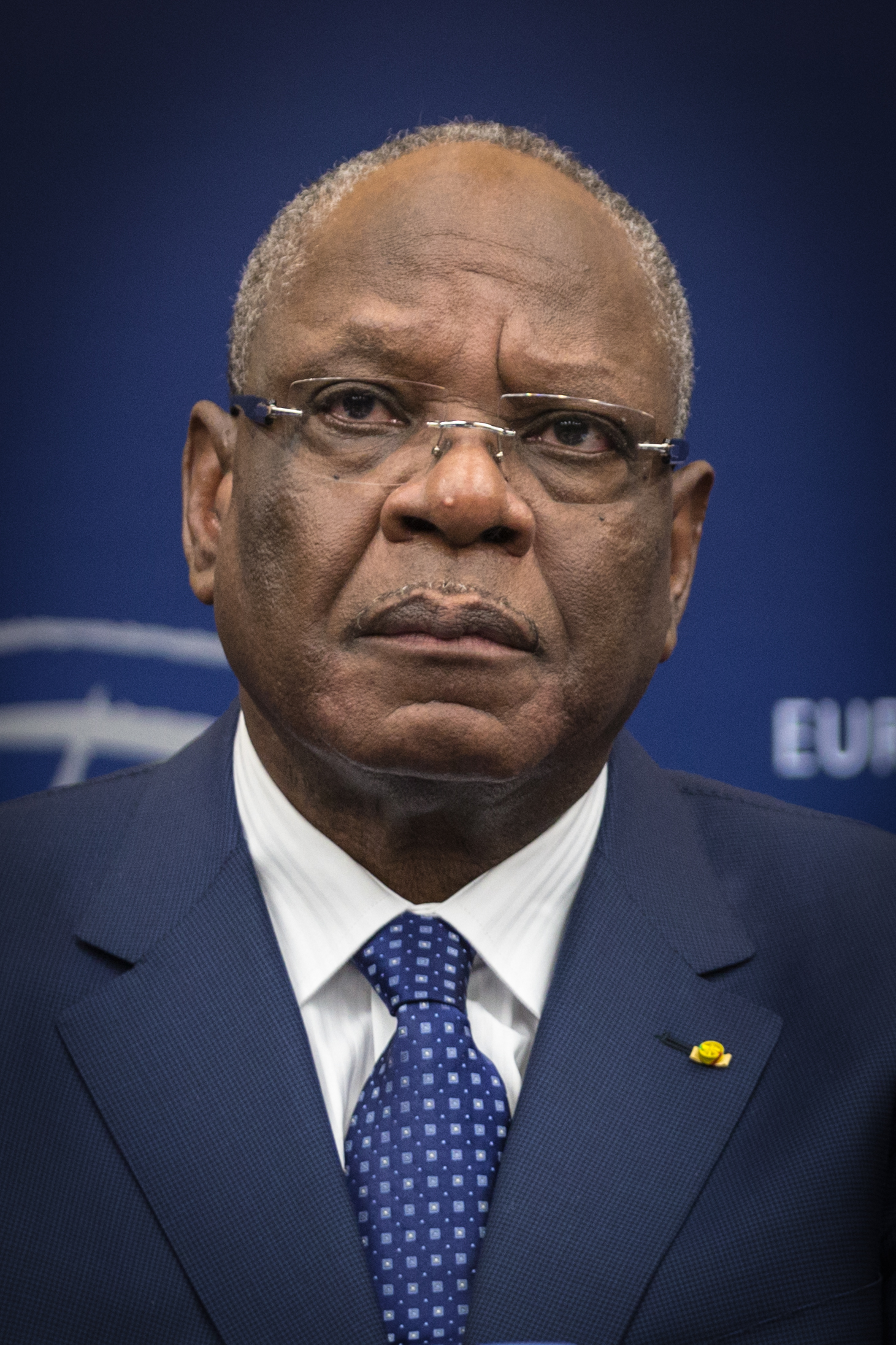
Prezydent Mali – Ibrahim Boubacar Keïta

Zaraz po przeprowadzeniu drugiej tury wyborów przy granicy z Algierią wybuchł konflikt między MNLA i MAA. Arabski Ruch Azawadu oskarżył Tuaregów z MLNA o atakowanie arabskich handlarzy oraz splądrowanie i spalenie ich sklepów, a także domów w granicznej miejscowości Bordż Badżi Muchtar. Według rebeliantów MNLA, gwałtowność Tuaregów wynikała z tego, iż chcieli pomścić śmierć dwóch ludzi. Walki między ugrupowaniami wybuchły 14 sierpnia 2013 i trwały do 18 sierpnia 2013, kiedy strony porozumiały się co do zawieszenia broni. W starciach zginęło dziewięć osób, jednak według świadków liczba zabitych mogła wynosić nawet 40 osób. Ponadto 17 września 2013 MAA, HCUA oraz MNLA podpisali porozumienie w celu ostatecznego rozstrzygnięcia pokojowego.
11 września 2013 doszło po raz pierwszy raz od czerwcowego zawieszania broni do potyczki między regularna armią a tuareskimi bojownikami. W starciu pod Léré rannych zostało trzech żołnierzy, zginęło też dwóch bojowników MNLA. Armia ostrzegła, że tego typu wydarzenia grożą wybuchem kolejnego kryzysu.
19 września 2013 do Bamako przybył francuski prezydent, François Hollande, który wraz z 15 szefami państw, brał udział w uroczystości zaprzysiężenia prezydenta Keïty. Na ceremonii francuski prezydent powiedział: „Wygraliśmy wojnę, wypędziliśmy terrorystów, zagwarantowaliśmy bezpieczeństwo północy”. Ogłosił tym samym sukces interwencji zbrojnej. 26 września 2013 malijski prezydent wezwał kraje ościenne do powołana sił szybkiego reagowania, ze względu na zagrożenie islamskie w regionie.
28 września 2013 doszło do zamachu samobójczego w Timbuktu, kiedy to czterech zamachowców AQIM wysadziło się w powietrze zabijając siedmiu malijskich żołnierzy i dwóch cywilów. 1 października 2013 francuski helikopter ostrzelał pozycje islamistów w Douaya pod Timbuktu, zabijając 10 partyzantów.
1 października 2013 miał miejsce bunt „zielonych beretów” armii malijskiej w bazie wojskowej Kati. 30 buntowników zaprotestowało przeciwko awansowi na generała korpusu Amadou Sanogo (14 sierpnia 2013). Niezadowoleni domagali się premii. Doszło do strzelaniny w której Sonago został ranny i był przetrzymywany przez buntowników. Sytuacja została opanowana dopiero 4 października 2013. Dwadzieścia buntowników zostało aresztowanych w tym kapitan Amadou Konaré i pułkownik Yusuf Traoré. 31 października 2013 gen. Sanogo stanął przed sądem z powodu użycia siły przez jego podwładnych. 27 listopada 2013 został aresztowany, wskutek oskarżenia o współudział w porwaniu i morderstwie.
W międzyczasie, 2 października 2013, malijski rząd uwolnił 23 tuareskich więźniów politycznych. W związku z tym MNLA trzy dni później ogłosił powrót do rozmów pokojowych. 7 października 2013 w ataku moździerzowym w Gao w wykonaniu MUJAO zginęła jedna osoba. 10 października 2013 w tym mieście doszło do protestu ludności cywilnej przeciwko niestabilnej sytuacji w kraju. Prezydent Keïta w imię „pojednania narodowego”, zniósł 29 października 2014 nakazy aresztowania wobec czterem przywódcom Tuaregów.
Do kolejnej konfrontacji z dżihadystami doszło 23 października 2013 w Tessalit. Rano rebelianci przeprowadzili atak samobójczy, zabijając dwóch stacjonujących tam czadyjskich żołnierzy, po czym ostrzelali pozycje wojsk MINUSMA z ciężkiej broni. Napastnicy zostali odparci wczesnym popołudniem. Zginęło także pięciu agresorów i cywil.
2 listopada 2013 doszło do mordu na dwóch francuskich dziennikarzach – Claude Verlon i Ghislaine Dupont. Przeprowadzali oni w Kidalu wywiad z jednym z członków MNLA, po czym zostali uprowadzeni przez terrorystów z AQIM i wywiezieni poza miasto. Jednak po drodze samochód terenowy porywaczy uległ uszkodzeniu, przez co na miejscu, 12 km od Kidalu, terroryści rozstrzelali dziennikarzy, po czym pieszo uciekli na pustynię, obawiając się pościgu sił francuskich, gdyż w dniach od 20 października 2013 do 2 listopada 2013 Francuzi prowadzili szeroko zakrojoną operację „Hydra” w okolicach Timbuktu. Celem operacji było „unikniecie ożywienia ruchów terrorystycznych”. Po zabójstwie siły malijskie aresztowały 35 podejrzanych osób, z kolei władze francuskie ogłosiły wzmocnienie liczącego 3 tys. kontyngentu.
8 listopada 2013 doszło do potyczki między armią malijską a MNLA w Amazragane pod Menaką. W starciu zginęło trzech bojowników tuareskich. Obie strony obarczały się winą za sprowokowanie ataku. 23 listopada 2013, na dzień przed pierwszą turą wyborów parlamentarnych doszło w Gao do zamieszek w których udział brali Tuaregowie i Fulanie. Zginęło 16 osób.

## Zerwanie postanowień z Wagadugu

### Zerwanie zawieszenia broni przez MNLA i wybuch sporadycznych walk (listopad 2013 – luty 2014)
29 listopada 2013 tuarescy separatyści z Narodowego Ruchu Wyzwolenia Azawadu, w reakcji na starcia tuareskich demonstrantów z malijskimi wojskami dzień wcześniej w mieście Kidal, ogłosili zakończenie zawieszenia broni trwającego od czerwcowego porozumienia z rządem w Bamako. Uzbrojony w kamienie tłum, blokujący lotnisko, starał się nie wpuścić do Kidalu, kontrolowanego przez rebeliantów premiera Mali Oumara Tatama Ly. Jeden z dowódców ugrupowania, Attaye Ag Muhammad, zagroził wówczas wznowieniem działań wojennych.
30 listopada 2013 późnym wieczorem grupa terrorystów próbowała przeniknąć do miasta Menaka. Jednak stacjonujące tam siły MINUSMA wykryły spisek. Wówczas w powietrze wysadził się jeden z agresorów, podczas gdy reszta uciekła. Na początku grudnia 2013 wojska francuskie, które wówczas w Mali liczyły 2,8 tys. żołnierzy, manewrowały wokół Timbuktu. 10 grudnia 2013 żołnierze starli się z AQIM pod Araouane. W potyczce zginęło 19 dżihadystów. 14 grudnia 2013 dwóch senegalskich żołnierzy ONZ-owskich sił pokojowych MINUSMA zginęło w samobójczym zamachu bombowym w mieście Kidal.
W dniach 24 listopada i 15 grudnia 2013 w Mali przeprowadzono wybory parlamentarne. Wybory były zabezpieczane przez malijskie siły bezpieczeństwa, wojsk MINUSMA oraz Sił Szybkiego Reagowania wchodzące w skład operacji Serwal. Same wybory parlamentarne odbyły się bez większych zakłóceń. Podczas pierwszej tury głosowania w miastach Gao i Goundam w lokalach wyborczych skradziono karty do głosowania wykazał, natomiast w Kidalu rzucano kamieniami w przybyłych na głosowanie ludzi. Wybory charakteryzowały się niską frekwencją wyborczą (38,5%) i zachowaniem silnej pozycji przez ugrupowanie prezydenta. Dzień po II turze wyborczej do miasta Kidal wysłano batalion wojsk czadyjskich ze względu na panującą w mieście sytuację.
W dniach 28–29 grudnia 2013 żołnierze czadyjscy i francuscy odkryli, 150 km na południowy wschód od Tessalitu, składowisko sześciu ton materiałów wybuchowych. W ostatni dzień roku, Gao odwiedził francuski minister obrony Jean-Yves Le Drian, który powiedział, że w Mali jest „prawie bezpiecznie”. Większe zagrożenia widział w Libii, północnym Nigrze i Czadzie. Jednak początek 2014 ujawnił bardzo niestabilną sytuację w północnym Mali. 8 stycznia 2014, MNLA, HCUA i MAA oskarżyło rząd w Bamako o łamanie porozumienia z Wagadugu. W połowie stycznia z misją mediacyjną przystąpiła Algieria, która chciała zorganizować spotkanie między malijskim rządem a przedstawicielami MNLA i MAA, jednak ugrupowania zbrojne odmówiły udziału w rozmowach. Przyczyną było zaproszenie przez Algier „prorządowych” przedstawicieli Arabskiego Ruchu Azawadu.
Ponadto 11 stycznia 2014 napastnicy dokonali ataku na obóz wojskowy w Aguelhok, odparty przez siły MINUSMA. 20 stycznia 2014 pięciu peacekeeperów zostało rannych w wyniku wybuchu miny-pułapki pod Kidalem. W dniach 22–23 stycznia 2014 w Kondaoui pod Timbuktu doszło do walki wojsk francuskich z islamskimi bojownikami w wyniku czego, 11 rebeliantów zginęło, a jeden francuski żołnierz odniósł obrażenia. 24 stycznia 2014 doszło do eksplozji dwóch bomb w Kidal. Pomimo niespokojnej sytuacji, Francja naciskała na redukcję kontyngentu. W związku z tym 22 stycznia 2014 Paryż i Bamako podpisały nową umowę wojskową.
W lutym 2014 doszło do przemocy między Tuaregami i islamistami. 6 lutego 2014, Fulanie dopuścili się masakry na tuareskich cywilach w Tamkoutat, mordując 35 osób. 10 lutego 2014 w potyczce w Tin-Hamie pod Ansogo, zginął jeden przedstawiciel MNLA oraz sześciu MUJAO. To dżihadystyczne ugrupowanie poinformowało tego samego dnia o uprowadzeniu czterech pracowników Międzynarodowego Komitetu Czerwonego Krzyża.

### Fiasko rokowań i operacje antyterrorystyczne (luty-kwiecień 2014)
Tymczasem 13 lutego 2014 wznowiono rozmowy między rządem i ugrupowaniami zbrojnymi. Jednak z rozmów wycofał się Arabski Ruch Azawadu. Ugrupowanie to odmówiło wzięcia udziału w spotkaniach pokojowych organizowanych pod egidą MINUSMA w dniach 13–14 marca oraz 20–21 marca 2014, potępiając rząd za nie wdrożenie takich postanowień z Wagadugu, jak uwolnienie więźniów i swobodnego przepływu grup zbrojnych. Ponadto były lider MNLA Ibrahim ag Muhammad Assalih, ogłosił 9 marca 2014 powołanie dysydenckiego ruchu Koordynacji Ludu Azawadu, dokonując większych podziałów wśród azawadzkich ugrupowań. Oumar Tatam Ly podał się 5 kwietnia 2014. Jego następcą został Moussa Mara, dotychczasowy premier urbanistyki. 14 kwietnia 2014 prezydent Mali ogłosił ponowną gotowość do podjęcia rokowań z MNLA, ostrzegając ugrupowanie przed „dwulicowością”.
Podczas trwającej w nocy z 4–5 marca 2014 operacji antyterrorystycznej w Dolinie Amettetaï w rejonie Kidalu, w wyniku akcji lotniczej dronu Reaper, myśliwca Mirage 2000D i helikopterów Tiger, francuskie wyeliminowało 12 bojowników AQIM w tym dowódcę MUJAO – Umara Ulda Hamahę. Za głowę Hamahy oferowano wcześniej 3 mln dolarów. 20 marca 2014 francuskie dowództwo doniosło, iż w operacjach w przeciągu kilku dni zginęło 40 osób. 15 kwietnia 2014 ministrowie spraw zagranicznych państw Unii Europejskiej postanowili na spotkaniu w Luksemburgu o utworzeniu cywilnej misji szkoleniowo-doradczej mającej wspierać siły bezpieczeństwa w Mali. W kolejnych dwóch dniach siły francuskie starły się z dżihadystami MUJAO pod Timbuktu, zabijając dziesięciu partyzantów. 23 kwietnia 2014 MUJAO ogłosiło śmierć francuskiego zakładnika Gilberto Rodriguesa Leala, porwanego w listopadzie 2012.

### Bitwa o Kidal i plan zawieszenia broni generała al-Aziza (maj 2014)
17 maja 2014 premier Moussa Mara odwiedził Kidal. Kiedy przedstawiciele lokalnych władz zebrali się w siedzibie gubernatora, żeby spotkać się z Marą, zjednoczone siły separatystów MNLA, HCUA i MAA dokonały szturmu na miasto. Starcia trwały przez cały dzień. W ich wyniku 8 żołnierzy zginęło, a 25 zostało rannych. Po odparciu ataku na Kidal, wojsko odbiło wszystkie budynki administracji publicznej w Kidal, oprócz budynku gubernatora, gdzie rebelianci wzięli ze sobą cywilnych 30 zakładników, których uwolniono w wyniku negocjacji. W trakcie pierwszej fazy bitwy po stronie rebeliantów było 28 ofiar śmiertelnych i 62 rannych. Obrażenia odniosło również 21 żołnierzy sił pokojowych MINUSMA. Władze w Bamako uznały ten atak za „wypowiedzenie wojny”.

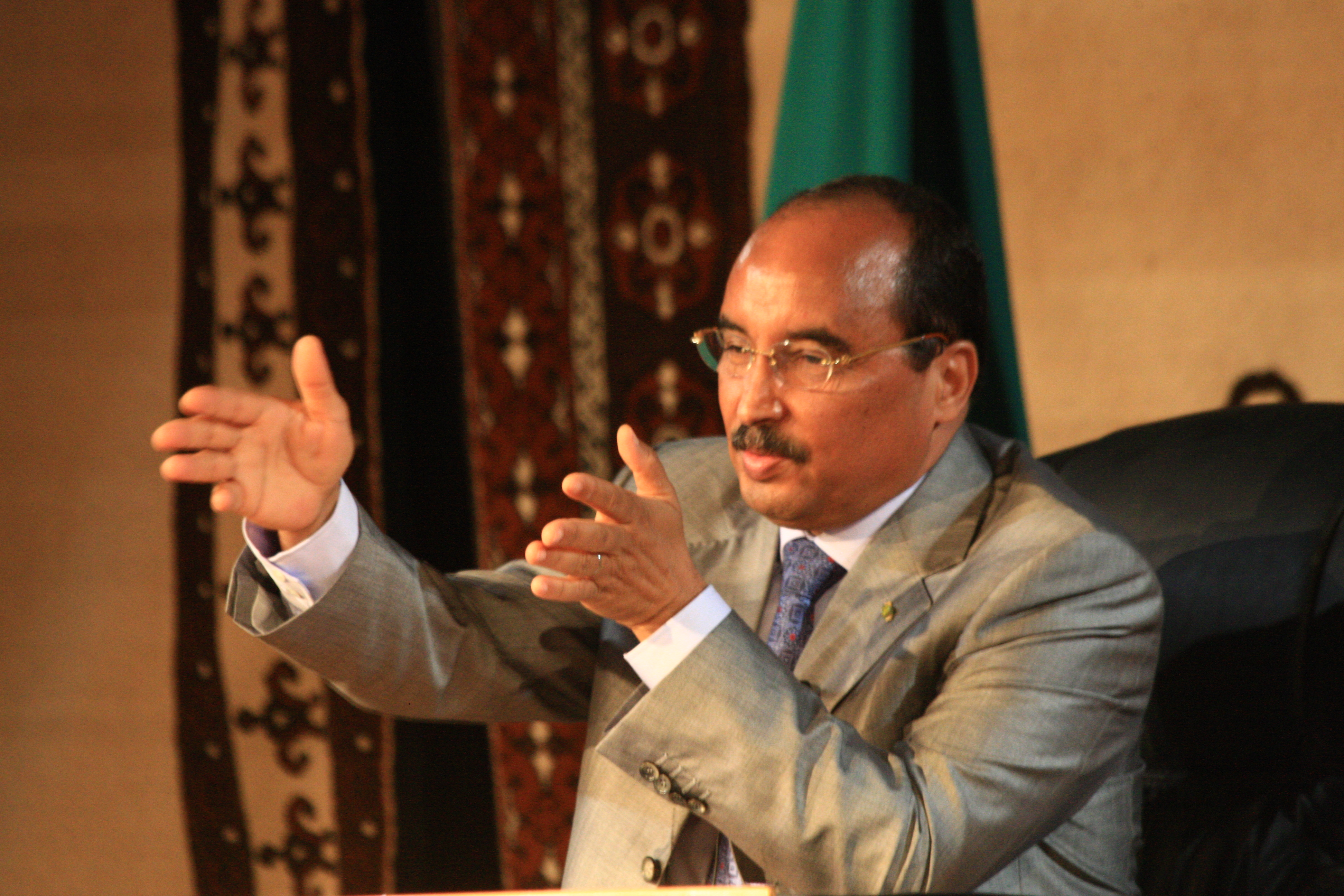
Prezydent Mauretanii – generał Muhammad uld Abd al-Aziz

Dzień po szturmie do miasta przybyło dodatkowych 1500 żołnierzy, aby wzmocnić garnizon obronny. 21 maja 2014 armia malijska przypuściła atak na zajmowane przez MNLA pozycje, lecz po pięciogodzinnych walkach MNLA zajęło obozowisko armii malijskiej, doprowadzając do paniki wśród malijskich batalionów i ich ucieczki z miasta w kierunku Gao. Według separatystów w bitwie zginęło 40 żołnierzy, 50 zostało rannych, a 70 dostało się do niewoli. Ponadto rebelianci zajęli 50 pojazdów wojskowych i przyznali się do czterech zabitych i ośmiu rannych bojowników. Ponadto 21 maja 2014 MNLA bez walki przejęła kontrolę nad Menaką.
22 maja 2014 do Mali przybył mauretański prezydent Muhammad uld Abd al-Aziz. Po spotkaniu w malijskiej stolicy z prezydentem Keitą, udał się do Kidalu z dowódcą sił MINUSMA – Bertem Koendersem. Po czterech godzinach negocjacji MNLA, HCUA oraz MAA zaakceptowały pięciopunktowy plan zawieszenia broni al-Aziza. Plan, który podpisali Muhammad Ag Najem (MNLA), Szajch Ag Aussa (HCUA) oraz Brahim Uld Handa (MAA), przewidywał wstrzymanie walk, powrót do postanowień z Wagadugu, uwolnienie jeńców wojennych, umożliwienie przeprowadzenia operacji humanitarnej ONZ oraz powołanie międzynarodowej komisji śledczej, która miała zająć się majowymi zajściami w Kidalu. Rebelianci nie zgodzili się na zwrot zajętych pozycji w Kidalu oraz Menace, zajętej bez walki w dniu 17 maja 2014. 29 maja 2014 Rada Bezpieczeństwa ONZ wezwała strony do przestrzegania zawieszenia broni. 25 czerwca 2014 RB ONZ rezolucją nr 2164 przedłużyła mandat misji MINUSMA do czerwca 2015.

### Konsekwencje bitwy o Kidal (czerwiec-październik 2014)
Mimo układu z Kidalu, Mali ponownie de facto podzieliło się dwie części. W czerwcu 2014 nie doszło jednak do poważniejszych starć zbrojnych na froncie. Jednak w sporadycznych atakach partyzanckich śmierć łącznie poniosło czterech żołnierzy kontyngentu MINUMA. W związku z niestabilną sytuacją w Mali, w dniach 5–17 czerwca 2014 w Algierii odbyło się szereg rozmów pokojowych między rządem w Bamako i ugrupowaniami rebelianckimi. Uczestniczył w nich m.in. francuski minister spraw zagranicznych Laurent Fabius. 16 lipca 2014 rozpoczęła się faza negocjacji między stronami konfliktu. Jednak MNLA, HCUA, CPA i separatyści z MAA odmówili udziału w pertraktacjach, gdyż brali oni udział w walkach z konkurentami pod Anefis i Tabankort. Rząd ogłosił gotowość do ustępstw na rzecz rebeliantów, jednak odrzucił ewentualność uznania niepodległości Azawadu.
W efekcie porażki sił malijskich w Kidalu, w lipcu 2014 powstał Koordynacyjny Ruch i Front Oporu Patriotycznego (CM-FPR), złożony z prorządowej songhajskiej milicji Ganda Izo. Wzięli oni udział razem z lojalistami z Arabskiego Ruchu Azawadu, który przeżył rozłam na frakcję lojalistyczną wobec Bamako i separatystyczną, udział w bitwie przeciwko MNLA, HCUA i separatystami z MAA pod Anefis. Bitwę z 11 lipca 2014 wygrała koalicja azawadzkich rebeliantów, którzy pokonali lojalistów. Według MNLA w walce śmierć poniosło 35 lojalistów, przy czterech swoich ofiarach, z kolei druga strona podała, że w bitwie zginęło 111 tuareskich bojowników. W kolejnych dniach Tuaregowie atakowali lojalistów pod Tabankort, jednak 22 lipca 2014 wycofali się do Kidalu. Walki wygasły całkowicie 24 lipca 2014 – wówczas udało się osiągnąć zawieszenie broni między stronami. Mimo zawieszenia broni w dalszym ciągu dochodziło do walk między frakcjami MAA m.in. 9 sierpnia 2014 pod Lerneb. Ostatecznie rozłamowcy MAA utworzyli 30 sierpnia 2014 separatystyczny Ludowy Ruch na rzecz Zbawienia Azawadu (MPSA). W odpowiedzi na rosnące w siłę ugrupowania tuareskie, 14 sierpnia 2014 plemię Imghad powołało lojalne wobec rządu w Bamako siły samoobrony GATIA („Groupe autodéfense touareg Imghad et alliés”; Grupa Samoobrony tuareskich Imghadów i Sojuszników).
W międzyczasie, 1 sierpnia 2014, francuskie wojska liczące 3 tys. żołnierzy rozpoczęły operację pod kryptonimem „Barkhane”, która zastąpiła poprzednią operację Serwal, trwającą od inwazji w Azawadzie. 10 sierpnia 2014 francuskie lotnictwo dokonało nalotów na pozycje ekstremistów pod Essakane. Z kolei 16 sierpnia 2014 w Ber zginęło dwóch żołnierzy MINUSMA w wyniku wybuchu samochodu-pułapki.
Rozmowy pokojowe w Algierze zostały wznowione 1 września 2014. HCUA, MNLA, CPA, MPSA oraz MAA podpisali 12 września 2014 układ federacyjny o współpracy dla Azawadu. Ugodę odrzuciła milicja CM-FPR. 18 września 2014 rząd w Bamako odrzucił plan regionalizacji Azawadu, proponowany przez koalicję ustanowioną sześć dni wcześniej. W efekcie rozmowy zostały zawieszone w dniu 27 września 2014, do 15 października 2014. Wówczas rozpoczęła się najnowsza runda rokowań, z przebiegu których ugrupowania opozycyjne były bardzo rozczarowane. Przemoc zbrojna zagrażała mozolnemu przebiegu procesu pokojowego. O ile tuareskie ugrupowania z Azawadu deklarowały chęć przestrzegania pokojowego planu al-Aziza, o tyle samoobrona lojalna rządowi w Bamako zajmowała przeciwne stanowisko. Mianowicie siły ochotnicze GATIA podjęła operację przeciwko MNLA, odbijając z rąk Tuaregów, w dniu 18 października 2014, miasto Tessit

## Sytuacja humanitarna i prawa człowieka
W wyniku powstania Tuaregów, toczącego się od stycznia do kwietnia 2012 walk, 270 tysięcy ludzi musiało opuścić swoje miejsca zamieszkania. Mauretania przyjęła ponad 56 tysięcy uchodźców, Burkina Faso – ponad 46 tysięcy, Algieria – ok. 30 tysięcy, a Niger – ponad 29 tysięcy. 107 tysięcy Malijczyków pozostało w kraju, ale musiało porzucić domostwa. Wystąpiły ponadto problemy z dostarczaniem pomocy humanitarnej ze względu na opanowanie Azawadu przez rebeliantów. Pustynne regiony zmagały się z kryzysem żywnościowym.
W maju 2012 pozarządowa organizacja Amnesty International wydała raport w którym wykazano, że konflikt spowodował najgorszą sytuację humanitarną w Mali od czasu proklamacji niepodległości przez ten kraj w 1960. Tuaregowie, jak i islamistyczne grupy zostały oskarżone o zbrodnie wojenne, w tym gwałty, rozboje, pozasądowe egzekucje i pobór nieletnich w skład grup zbrojnych.
Po zajęciu Azawadu przez islamistów w czerwcu 2012, grabiono i niszczono magazyny z żywnością wysyłaną przez Światowy Program Żywnościowy. Islamiści plądrowali szpitale, hotele, urzędy, biura i kościoły, bary, gdzie podawano alkohol, w rozgłośniach radiowych zakazali puszczania zachodniej muzyki, w imię prawa szariatu.
Mianem zbrodni wojennej może być także zniszczenie w Timbuktu co najmniej dziewięciu mauzoleów sufickich, uznanych przez UNESCO za pomniki Światowego Dziedzictwa Kultury. Radykałowie zagrozili zburzeniem wszystkich 16 grobowców. Fundamentaliści na opanowanych regionach przeprowadzali publiczne egzekucje oraz dokonywali amputacji kończyn za określone wykroczenia.
Według październikowego raportu ONZ ekstremiści z północnego Mali porywali ludzi dla okupu, uprawiali przemyt narkotyków, egzekwowali surowe prawo szariatu. Pod rządami szariatu kobiety zostały pozbawione praktycznie wszelkich praw, natomiast były zmuszane do małżeństwa od najmłodszych lat. Ponadto występował proces kupowania od ubogich rodzin za 600 dolarów małych chłopców, których wychowywano na bojowników.
W wyniku toczącego się konfliktu na dzień 16 stycznia 2013, według UNHCR 144 500 osób uciekło z Mali, w tym ponad 54 tys. do Mauretanii, 50 tys. do Nigru, blisko 39 tys. do Burkina Faso i 1,5 tys. do Algierii, a 230 tys. Malijczyków stało się migrantami wewnętrznymi. W styczniu 2013, prokurator Międzynarodowego Trybunału Karnego wszczął dochodzenie w sprawie domniemanych zbrodni wojennych, podczas całego malijskiego konfliktu. W komunikacie wydano oświadczenie, że „wiele grup zbrojnych siało postrach wśród ludności i zadawało jej cierpienia, poprzez akty skrajnej przemocy podczas wszystkich stadiów konfliktu”. Uzasadniono, iż na terenie Mali dochodzi do zabójstw, egzekucji, grabieży i gwałtów.
W 2012 Komisja Europejska wspomogła pogrążone w konflikcie Mali kwotą 733 mln euro, ponadto kraje członkowskie UE udostępniły dodatkowe 38 mln euro. Na początku 2013 kwota ta została zwiększona o dodatkowe 20 milionów euro. Według Komisji Europejskiej 510 tysięcy Malijczyków na północy Mali pilnie potrzebuje pomocy żywnościowej, a zagrożonej klęską żywnościową jest 4–5 mln ludzi. Organizacje humanitarne miały problem z niesieniem pomocy humanitarnej z powodu zamkniętych dróg i granic.
W trakcie lądowej ofensywy wojsk francuskich, malijskie wojsko urządzało pogromy w kontrolowanych przez siebie miastach. Według Human Rights Watch i Międzynarodowej Federacji Praw Człowieka w Mopti, Niono i Severe żołnierze rozstrzelali kilkudziesięciu Tuaregów i Arabów oskarżanych o kolaborację z islamistami. „Żołnierze zebrali na placu ludzi i sprawdzali ich dokumenty. Tych, którzy nie mieli żadnych dowodów tożsamości, oskarżono, że są ukrywającymi się dżihadystami, i na miejscu rozstrzelano” – donosił mieszkaniec Severe.